# True Blood
Vous lisez un « bon article » labellisé en 2011.
True Blood est une série télévisée dramatico-fantastique américaine, créée par Alan Ball (scénariste de American Beauty, créateur de Six Feet Under), d’après la série de romances La Communauté du Sud de Charlaine Harris. Chaque saison correspond à un tome de cette saga romanesque, librement adaptée.
La série décrit la coexistence entre les humains et les vampires, récemment révélés à la face du monde. L’histoire se déroule principalement à Bon Temps, une petite ville fictive de Louisiane et se concentre sur le personnage de Sookie Stackhouse (interprétée par Anna Paquin : La Leçon de piano (The Piano), X-Men), une jeune serveuse télépathe, qui tombe amoureuse de Bill Compton (interprété par Stephen Moyer), un mystérieux vampire. À travers lui, Sookie entre dans un monde de créatures et de conflits surnaturels qu’elle n’imaginait pas ; des créatures qui sont souvent intriguées de savoir ce qu’elle est. Au fil des saisons, des personnages secondaires et principaux disparaissent et de nouveaux sont introduits, ainsi que de nouvelles créatures (des métamorphes, des loups-garous, des ménades, etc.).
La série est diffusée aux États-Unis à partir du 7 septembre 2008 sur HBO, en France à partir du 23 décembre 2008 sur Orange Cinémax et rediffusé sur NT1, au Québec à partir du 5 janvier 2009 sur Super Écran et rediffusée sur Vrak, en Belgique, à partir du 2 février 2009 sur Be 1 et en Suisse à partir du 30 août 2009 sur RTS Un (anciennement TSR1). True Blood compte en tout sept saisons de 12 épisodes de 52 minutes chacun.
True Blood, qui a gagné régulièrement de nouveaux téléspectateurs, a reçu un accueil mitigé mais globalement favorable par les critiques. La série et les acteurs ont également obtenu plusieurs récompenses, parmi lesquelles l’Emmy Award du « meilleur casting de série dramatique » (Creative Emmys) en 2009 et le Prix GLAAD Media de la « meilleure série dramatique » en 2011.

## Synopsis
À la suite de la mise au point par des scientifiques japonais du Tru Blood, un sang synthétique, les vampires se sont dévoilés à travers le monde en révélant leur identité, et tentent désormais de s'intégrer à la population. Ils sont redoutés, mais craignent eux aussi d'être vidés de leur sang par des humains, sur lesquels cette substance fonctionne comme une drogue très puissante, particulièrement convoitée par les dealers et les drogués,.
À Bon Temps en Louisiane, Sookie Stackhouse est serveuse au Merlotte's et possède un don qu'elle considère comme un handicap : la télépathie,. Lorsque Bill Compton, un mystérieux vampire, franchit les portes du bar, elle est particulièrement enthousiaste car c'est le premier qu'elle rencontre depuis la Grande Révélation, deux ans auparavant. Leur fascination est réciproque et immédiate, d'autant plus que la jeune femme n'entend pas les pensées de Bill et qu'elle est insensible à son hypnose. Ils ne tardent pas à entamer une relation amoureuse, mais les vampires ne sont pas vus d'un très bon œil dans la petite bourgade, notamment par Sam Merlotte, Tara Thornton et Arlene Fowler — les amis de Sookie —, convaincus que leur seul objectif est d'utiliser les humains pour se nourrir.
La crainte et la haine des habitants se renforcent lorsque plusieurs femmes sont retrouvées mortes à Bon Temps. Des femmes qui ont toutes eu des relations avec Jason Stackhouse, le frère de Sookie, mais également avec des vampires. Sookie se voit peu à peu entrer dans un monde de créatures et de conflits surnaturels qui mettent en péril sa relation avec Bill, mais également sa propre vie et celle de ses proches. Au fil des saisons, plusieurs créatures qu'elle rencontre sont intriguées de savoir ce qu'elle est, et la jeune femme tarde à découvrir sa vraie nature, ainsi que les complots qui y sont liés.

## Distribution
La série comprend un large ensemble d'acteurs, avec d'une part des personnages réguliers et centraux, et d'autre part des personnages secondaires qui tournent au fil des saisons.
Note : vu le grand nombre d'acteurs liés à cette série, seuls ceux crédités comme principaux au générique d'ouverture sont énumérés ici, dans l'ordre de leur apparition au fil de saisons.
,,,,,,,,,,,
- Anna Paquin (VF : Chloé Berthier) : Sookie Stackhouse
- Stephen Moyer (VF : Damien Boisseau) : William Thomas « Bill » Compton
- Sam Trammell (VF : Alexis Victor) : Sam Merlotte
- Ryan Kwanten (VF : Axel Kiener) : Jason Stackhouse
- Rutina Wesley (VF : Sophie Riffont) : Tara Thornton
- Chris Bauer (VF : Gilles Morvan) : Andrew « Andy » Bellefleur
- Nelsan Ellis (VF : Lucien Jean-Baptiste) : Lafayette Reynolds
- Carrie Preston (VF : Véronique Alycia) : Arlene Fowler
- Alexander Skarsgård (VF : Nessym Guétat) : Eric Northman
- Jim Parrack (VF : Francis Benoît) : Hoyt Fortenberry
- Adina Porter (VF : Maïk Darah) : Lettie Mae Thornton (saison 1 et 7, invitée saison 2 à 6)
- Michael Raymond-James (VF : Jean-François Aupied) : Rene Lenier (saison 1, invité ensuite)
- William Sanderson (VF : Philippe Ariotti) : Bud Dearborne (saison 1 à 3, invité saison 5)
- Lois Smith (VF : Arlette Thomas saison 1, puis Marie-Martine saison 4) : Adele Stackhouse (saison 1, invitée ensuite)
- Lynn Collins (VF : Marjorie Frantz) : Dawn Green (saison 1)
- Lizzy Caplan (VF : Alexandra Garijo) : Amy Burley (saison 1)
- Stephen Root (VF : Jean-Pierre Gernez) : Eddie Gauthier (saison 1, invité 2)
- Deborah Ann Woll (VF : Stéphanie Lafforgue) : Jessica Hamby (depuis saison 2, invitée saison 1)
- Todd Lowe (VF : Philippe Sollier) : Terry Bellefleur (depuis saison 2, invité saison 1)
- Mariana Klaveno (VF : Sandra Valentin) : Lorena Krasiki (saison 2-3, invitée auparavant et ensuite)
- Michael McMillian (VF : Maël Davan-Soulas saison 2-3 puis Guillaume Lebon saison 5) : Steve Newlin (saison 2, saison 5, invité auparavant et entre-temps)
- Michelle Forbes (VF : Juliette Degenne) : Maryann Forester (saison 2, invitée saison 1)
- Mehcad Brooks (VF : Daniel Lobé) : Benedict « Eggs » Talley (saison 2, invité saison 1)
- Anna Camp (VF : Karine Foviau) : Sarah Newlin (saison 2 et 7, invité saison 3 et 6)
- Kristin Bauer (VF : Dominique Vallée) : Pamela « Pam » Swynford de Beaufort (depuis saison 3, invitée saison 1 et 2)
- Denis O'Hare (VF : Nicolas Marié) : Russell Edgington (saison 3 et 5)
- Marshall Allman (VF : Brice Ournac) : Tommy Mickens (saison 3 et 4)
- Kevin Alejandro (VF : Frédéric Popovic) : Jesus Velasquez (saison 3 et 4)
- Lindsay Pulsipher (VF : Aurélie Mériel saison 3, puis Dorothée Pousséo saison 4)  : Crystal Norris (saison 3 et 4)
- Jessica Tuck (VF : Emmanuèle Bondeville) : Nan Flanagan (saison 4, invitée saison 1 à 3)
- Joe Manganiello (VF : Arnaud Arbessier) : Alcide Herveaux (depuis saison 4, invité saison 3)
- Janina Gavankar (VF : Géraldine Asselin) : Luna Garza (saison 4 à 6)
- Lauren Bowles (VF : Anne Deleuze) : Holly Cleary (depuis saison 4, invitée saison 3)
- Fiona Shaw (VF : Frédérique Tirmont) : Marnie Stonebrook (saison 4)
- Scott Foley (VF : Pierre Tessier) : Patrick Devins (saison 5, invité saison 4)
- Kelly Overton (VF : Margot Faure) : Rikki Naylor (saison 5)
- Lucy Griffiths (VF : Audrey Sablé) : Nora Gainesborough (saison 5)
- Christopher Meloni (VF : Jérôme Rebbot) : Roman Zimojic (saison 5)
- Valentina Cervi (VF : Laura Blanc) : Salome Agrippa (saison 5)
- Robert Patrick (VF : Michel Vigné) : Jackson Herveaux (récurrent saison 5 et 7, principal saison 6)
- Rob Kazinsky (VF : Franck Monsigny) : Ben Flynn / Macklyn Warlow (saison 6)
- Rutger Hauer (VF : Hervé Bellon saison 6 puis Daniel Beretta saison 7) : Niall Brigant (saison 6-7)
- Jurnee Smollett (VF : Laëtitia Lefebvre) : Nicole Wright) (saison 6)
- Arliss Howard (VF : Stefan Godin) : le sénateur Truman Burrell (saison 6)
- Tara Buck (VF : Marie-Martine Bisson) : Ginger (saison 7, invité saison 1 à 6)
- Gregg Daniel (nl) (VF : Frantz Confiac) : Reverend Daniels (invité saison 3,4 et 6, principal saison 7)
- Noah Matthews (VF : Thomas Sagols) : Wade Cleary (récurrent saison 5 et 6, principal saison 7)
- Aaron Christian Howles (en) (VF : Alexandre Nguyen) : Rocky Cleary (récurrent saison 5 et 6, principal saison 7)
- Bailey Noble (en) (VF : Nastassja Girard) : Adilyn Bellefleur (récurrente saison 5 et 6, principale saison 7)
- Amelia Rose Blaire (VF : Marie Tirmont) : Willa Burrell (récurrente saison 6, principale saison 7)
- Luke Grimes (saison 6) et Nathan Parsons (saison 7) (VF : Jean-Baptiste Marcenac) : James Kent (récurrent saison 6, principal saison 7)
- Karolina Wydra (VF : Pauline De Meurville) : Violet Mazursky (récurrente saison 6, principale saison 7)

Photos des acteurs principaux
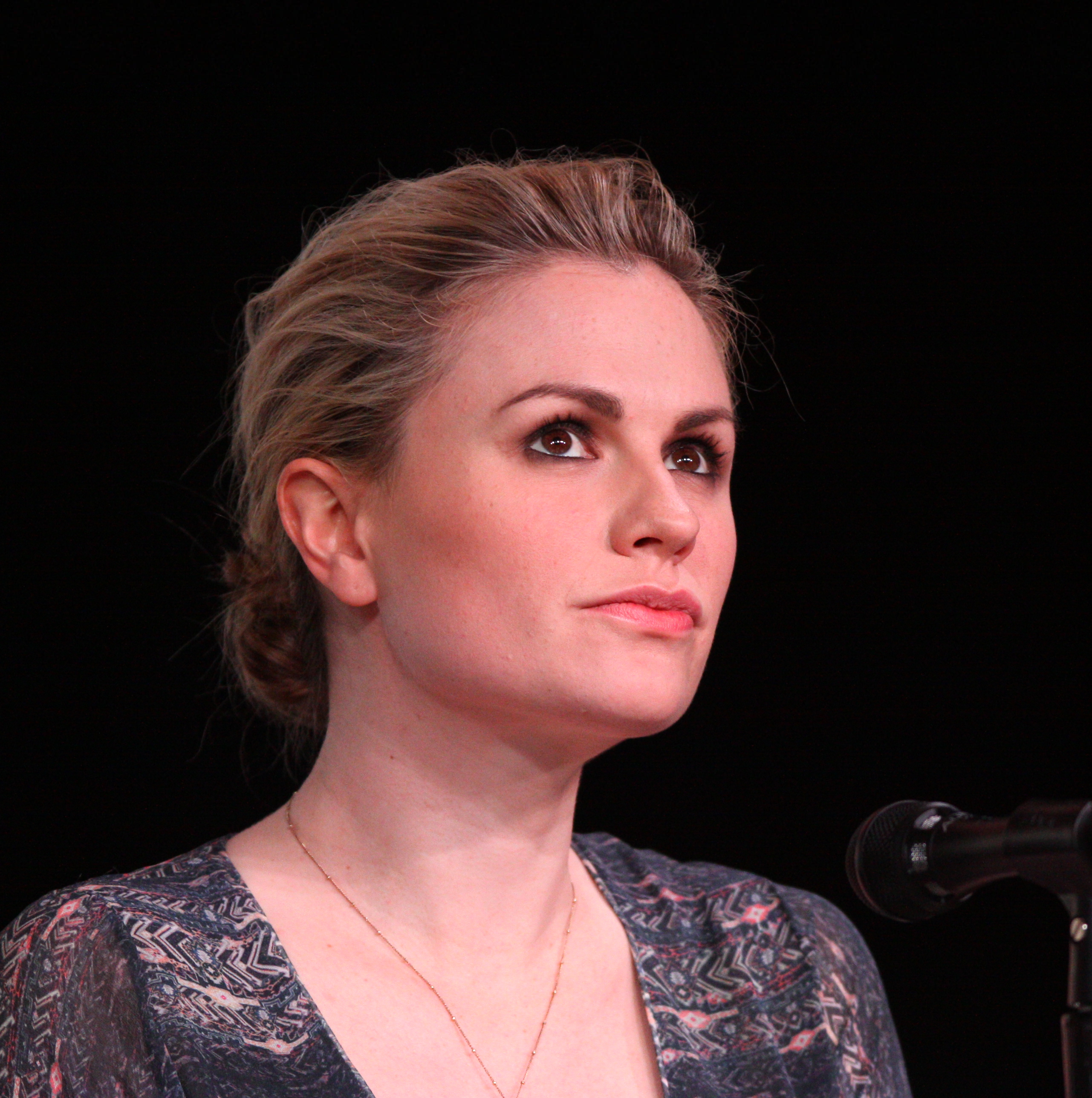
Anna Paquin dans le rôle de Sookie Stackhouse
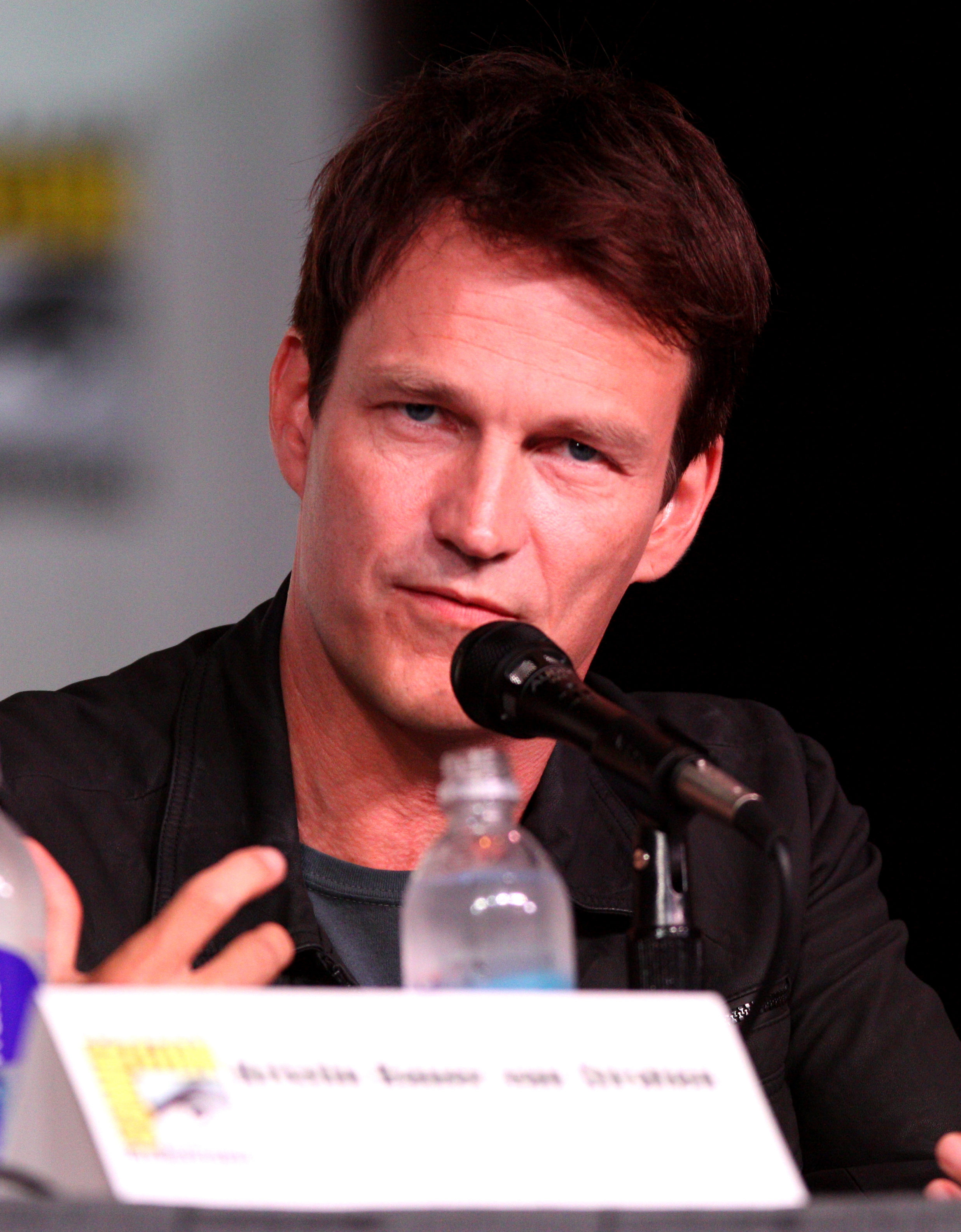
Stephen Moyer dans le rôle de Bill Compton
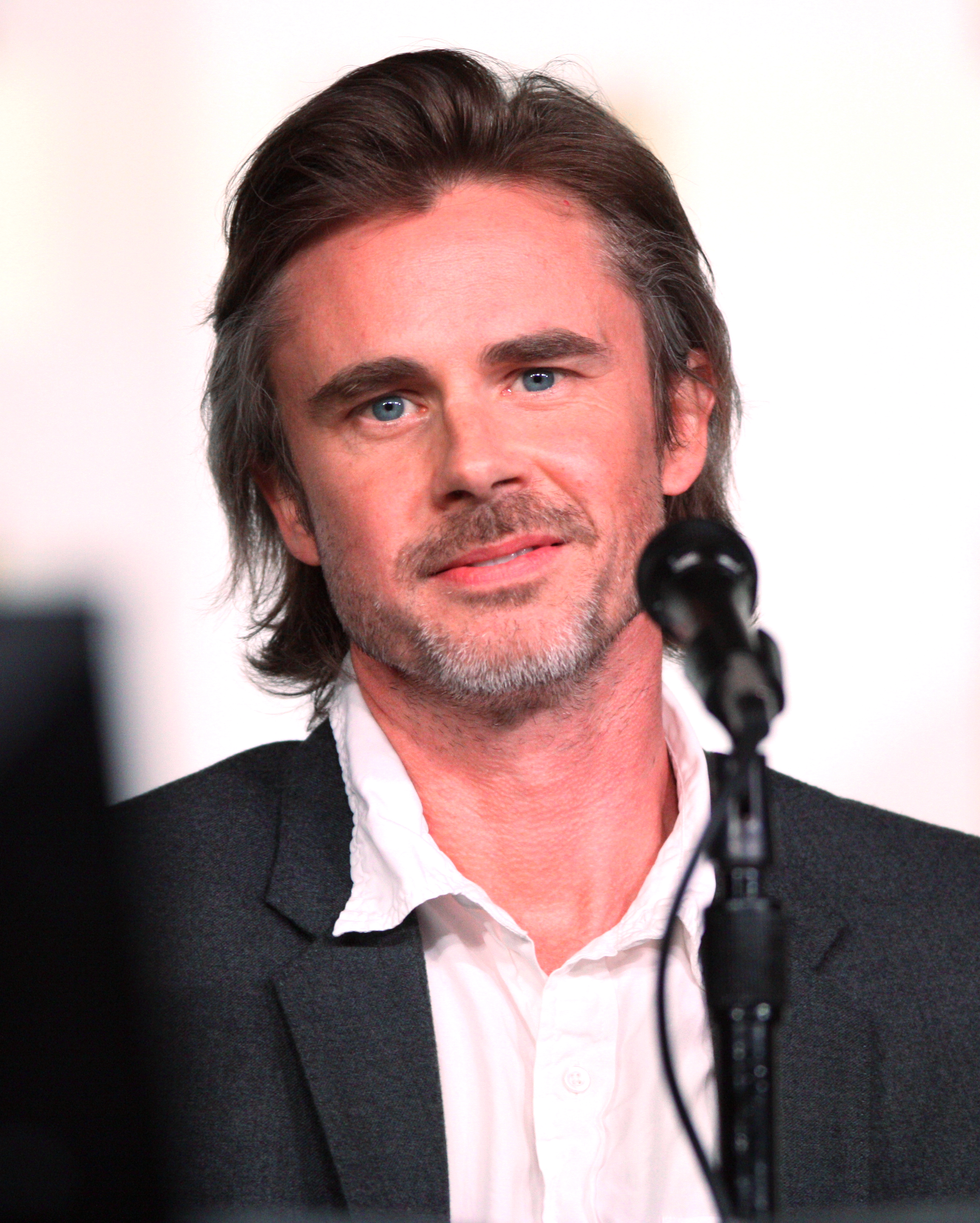
Sam Trammell dans le rôle de Sam Merlotte
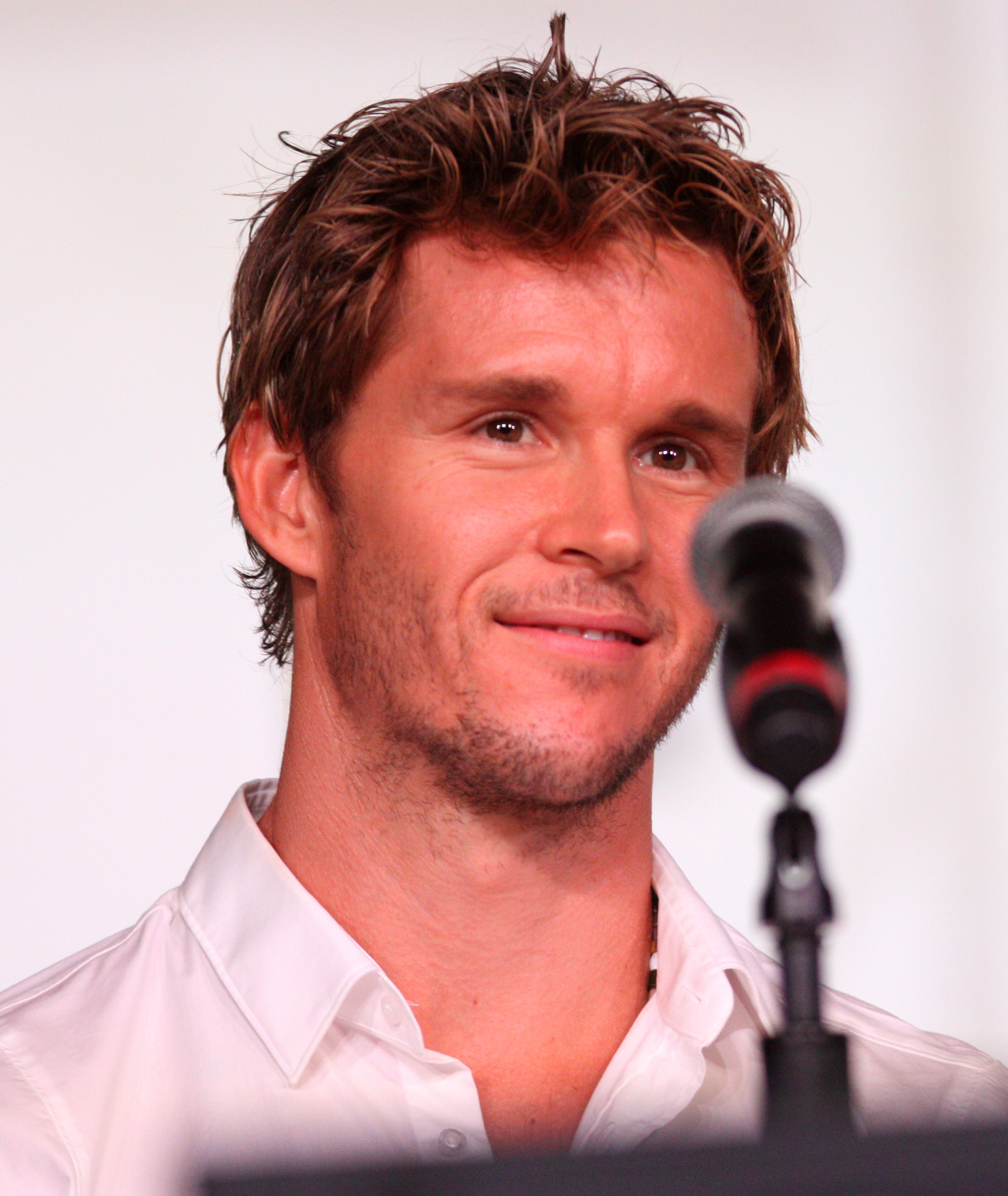
Ryan Kwanten dans le rôle de Jason Stackhouse
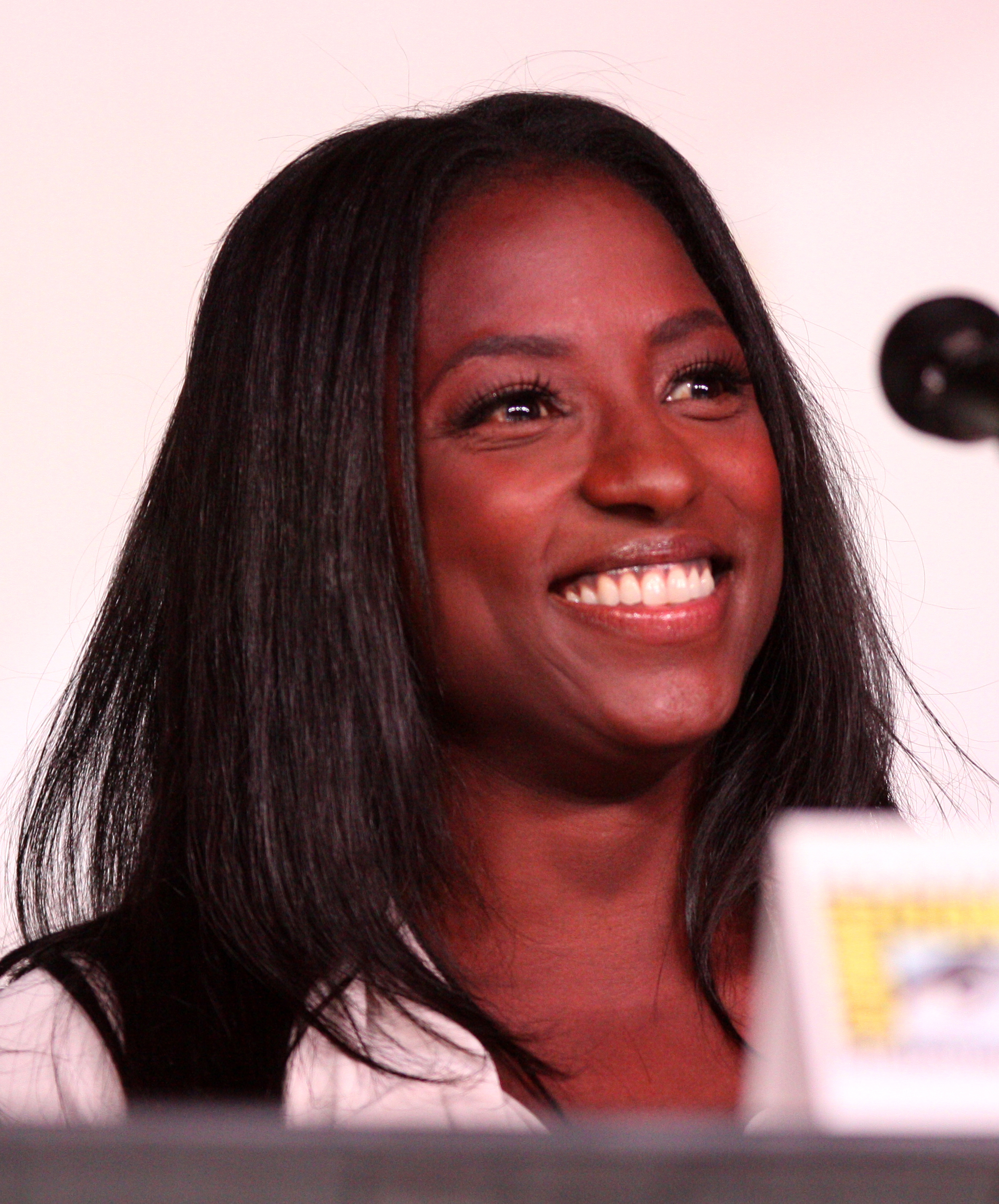
Rutina Wesley dans le rôle de Tara Thornton
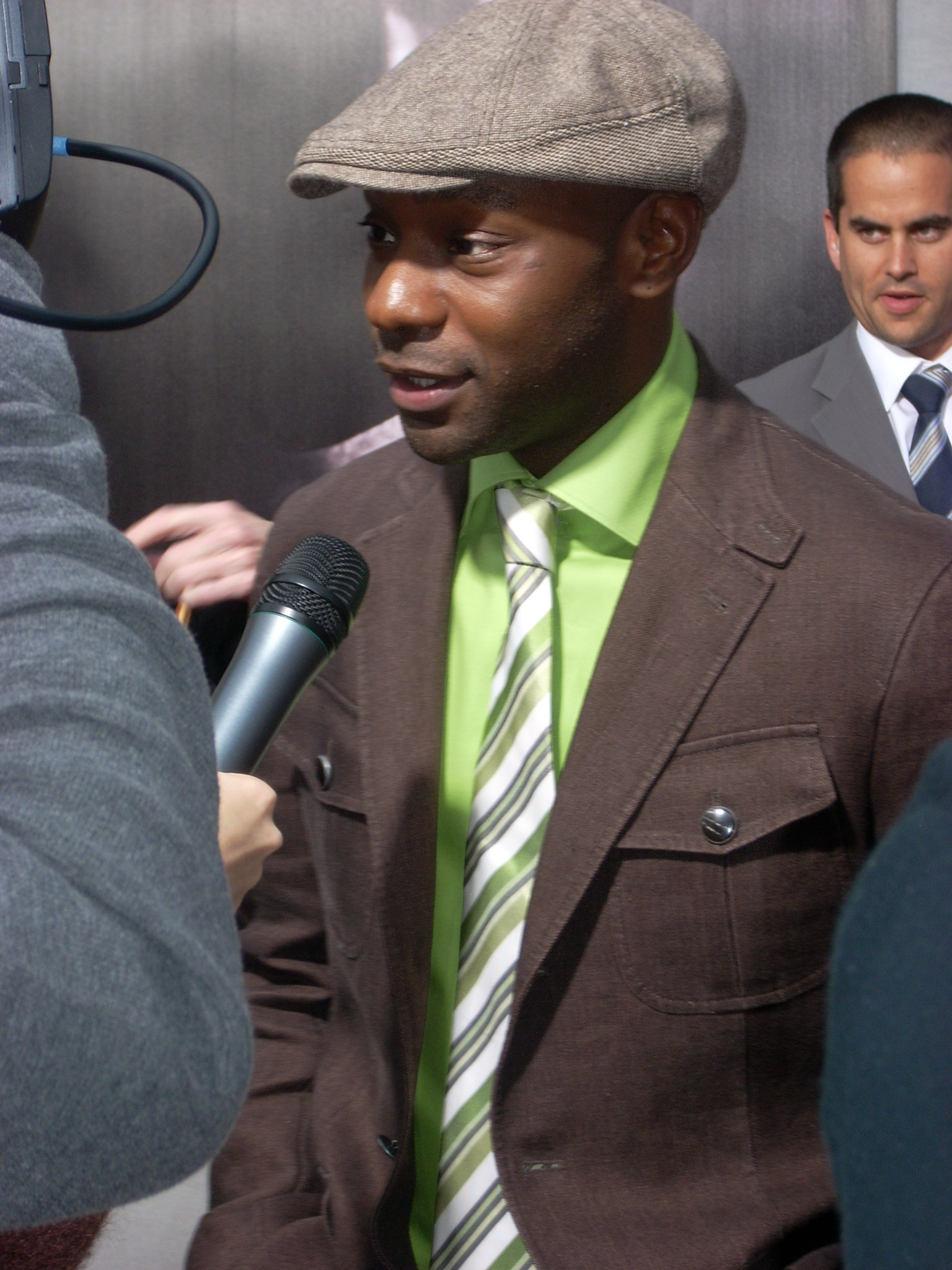
Nelsan Ellis dans le rôle de Lafayette Reynolds
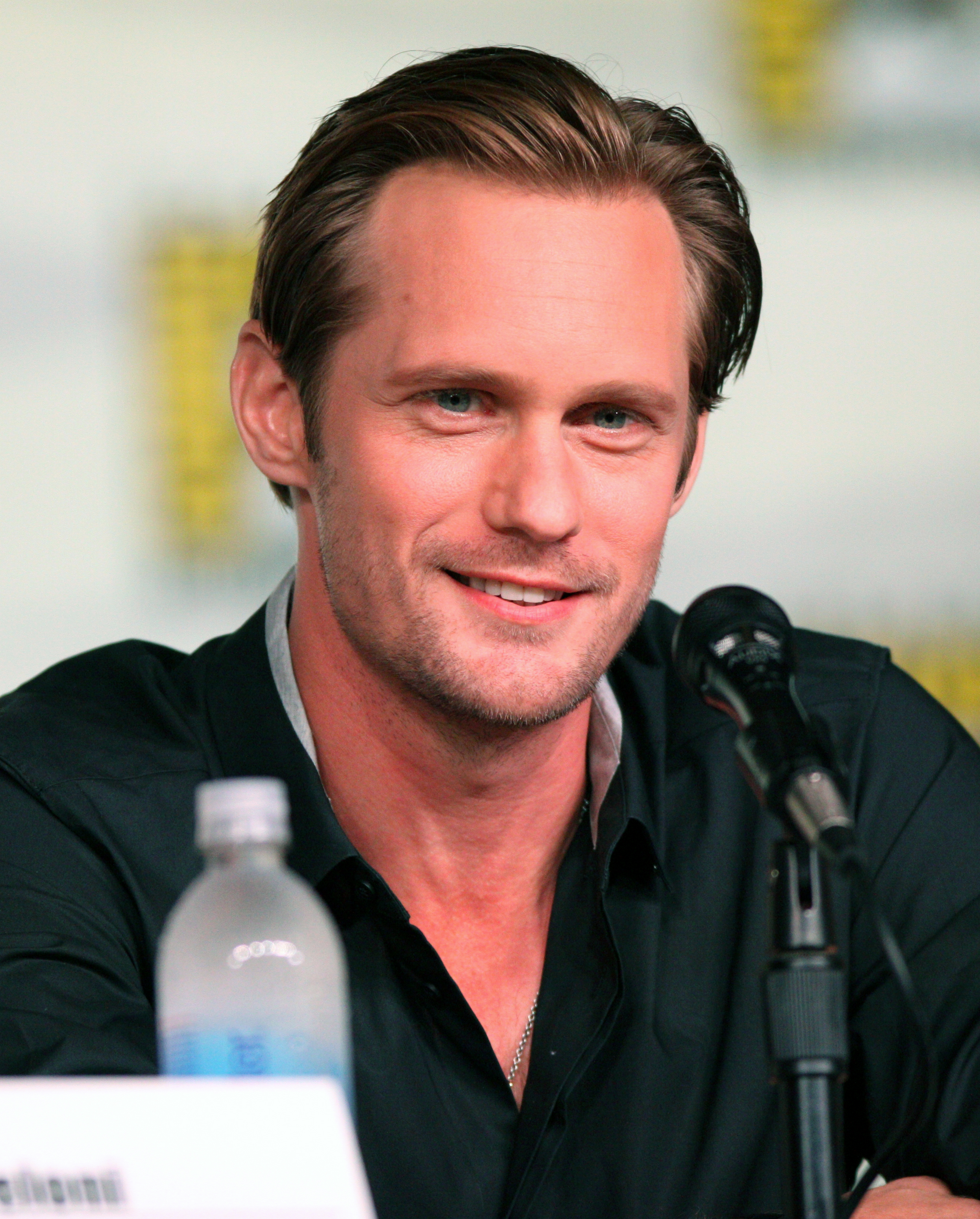
Alexander Skarsgård dans le rôle de Eric Northman
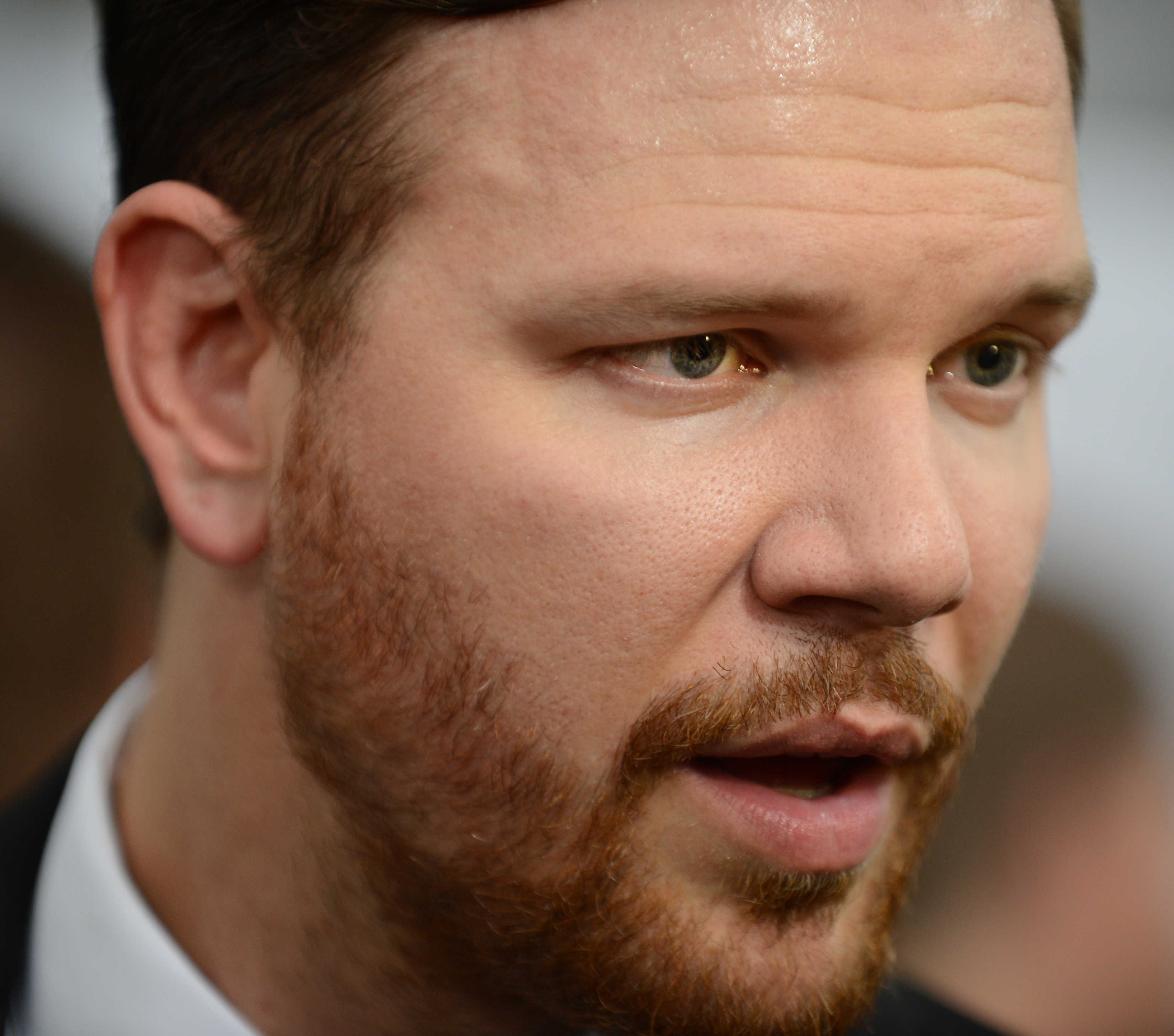
Jim Parrack dans le rôle de Hoyt Fortenberry
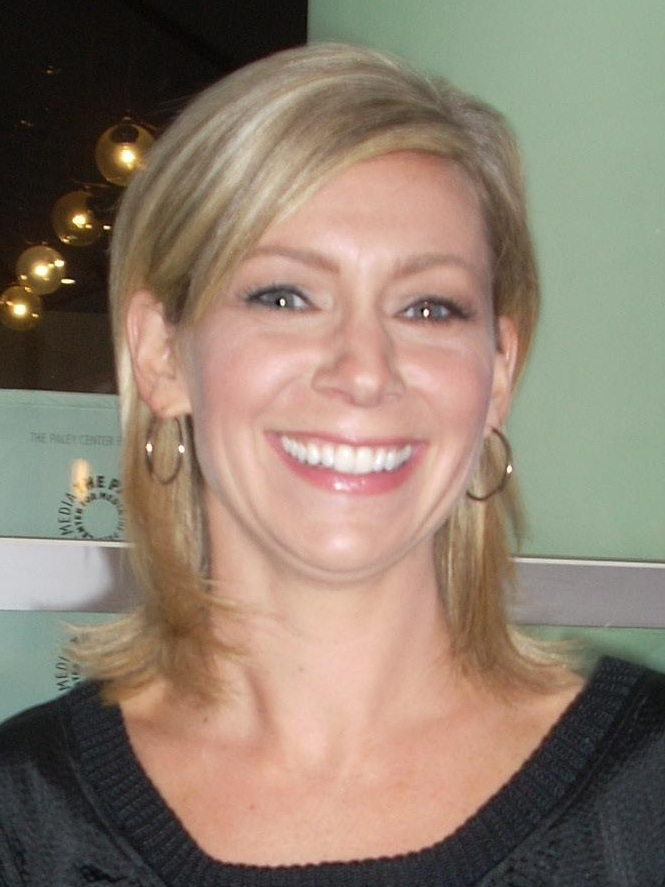
Carrie Preston dans le rôle de Arlene Fowler
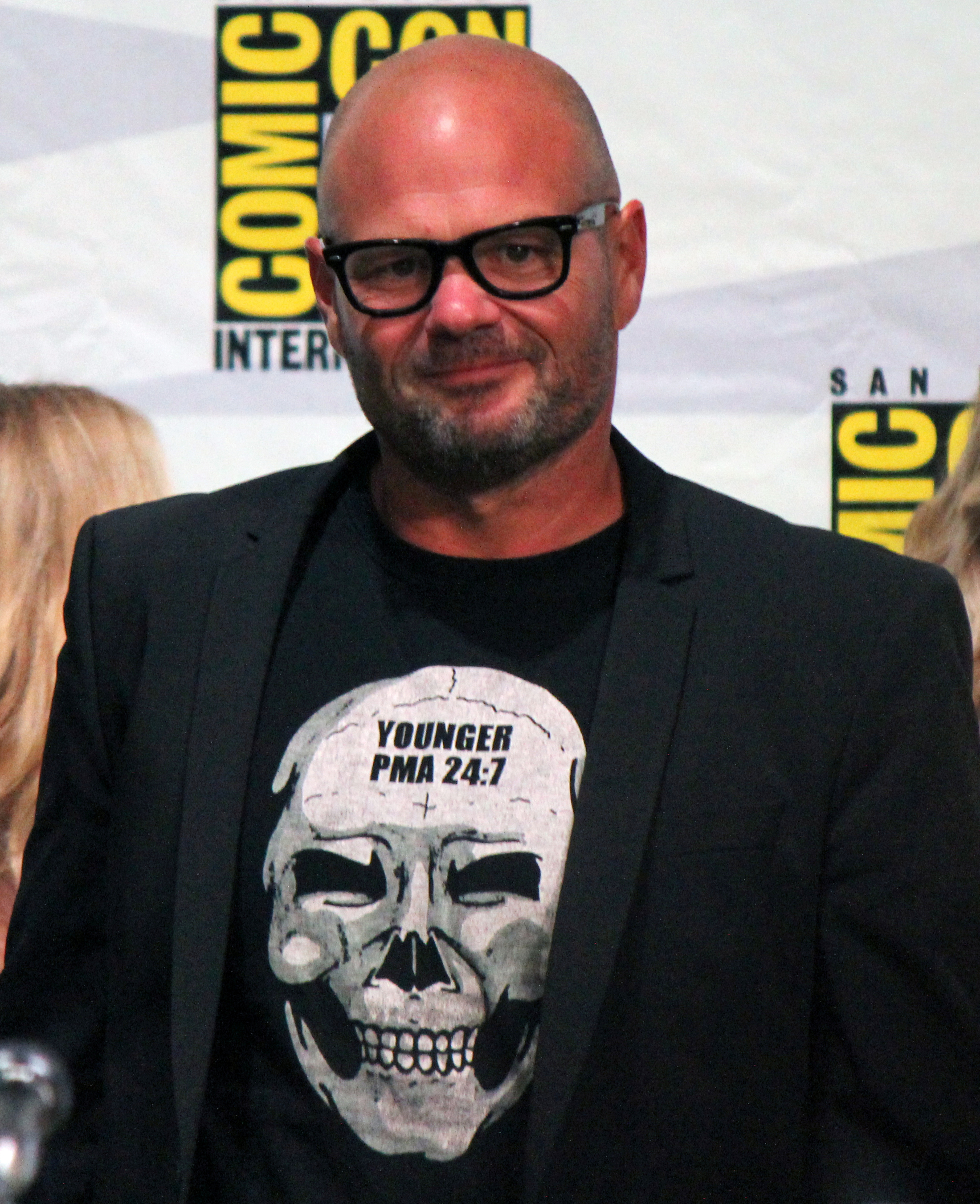
Chris Bauer dans le rôle de Andy Bellefleur
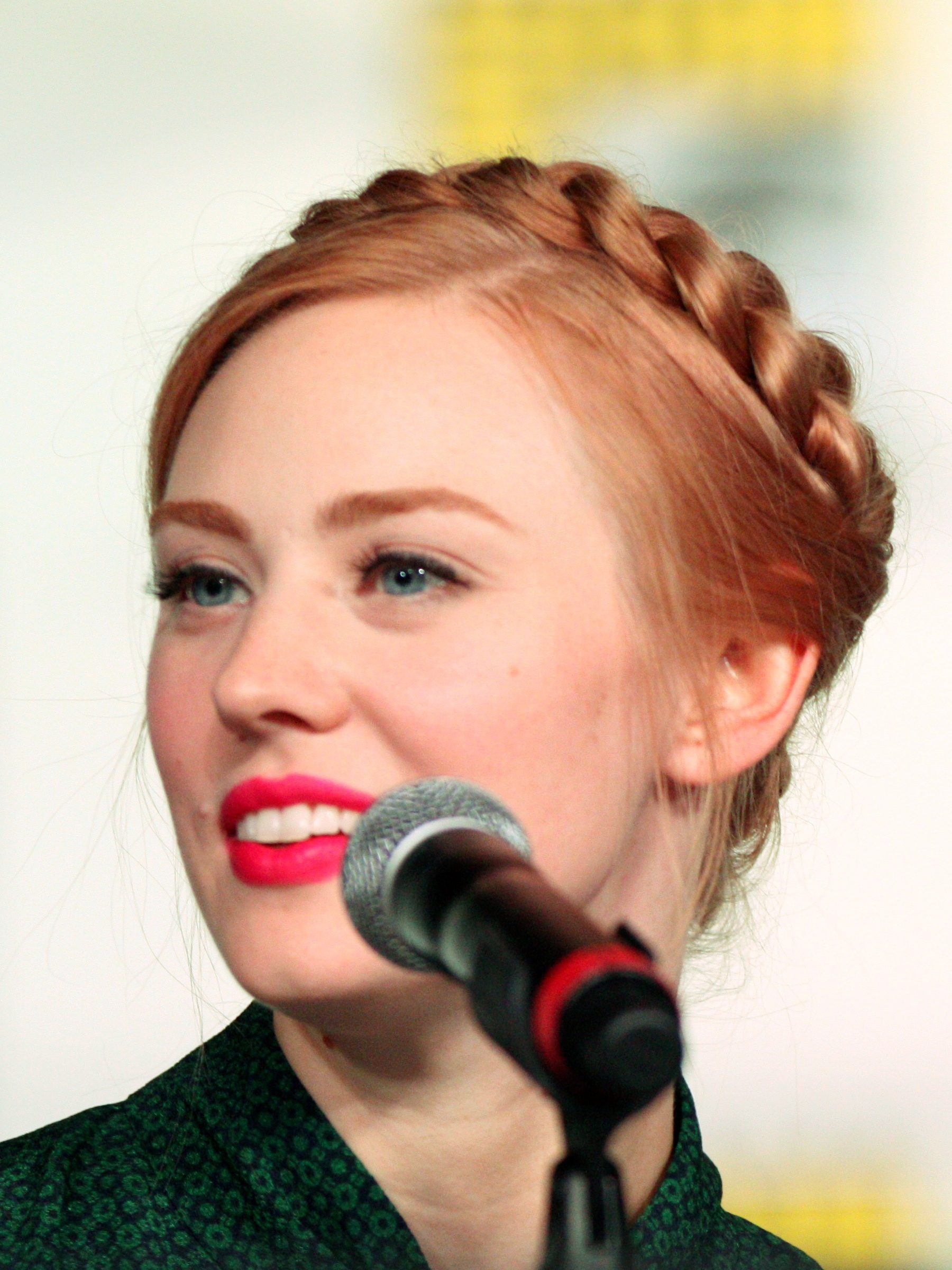
Deborah Ann Woll dans le rôle de Jessica Hamby
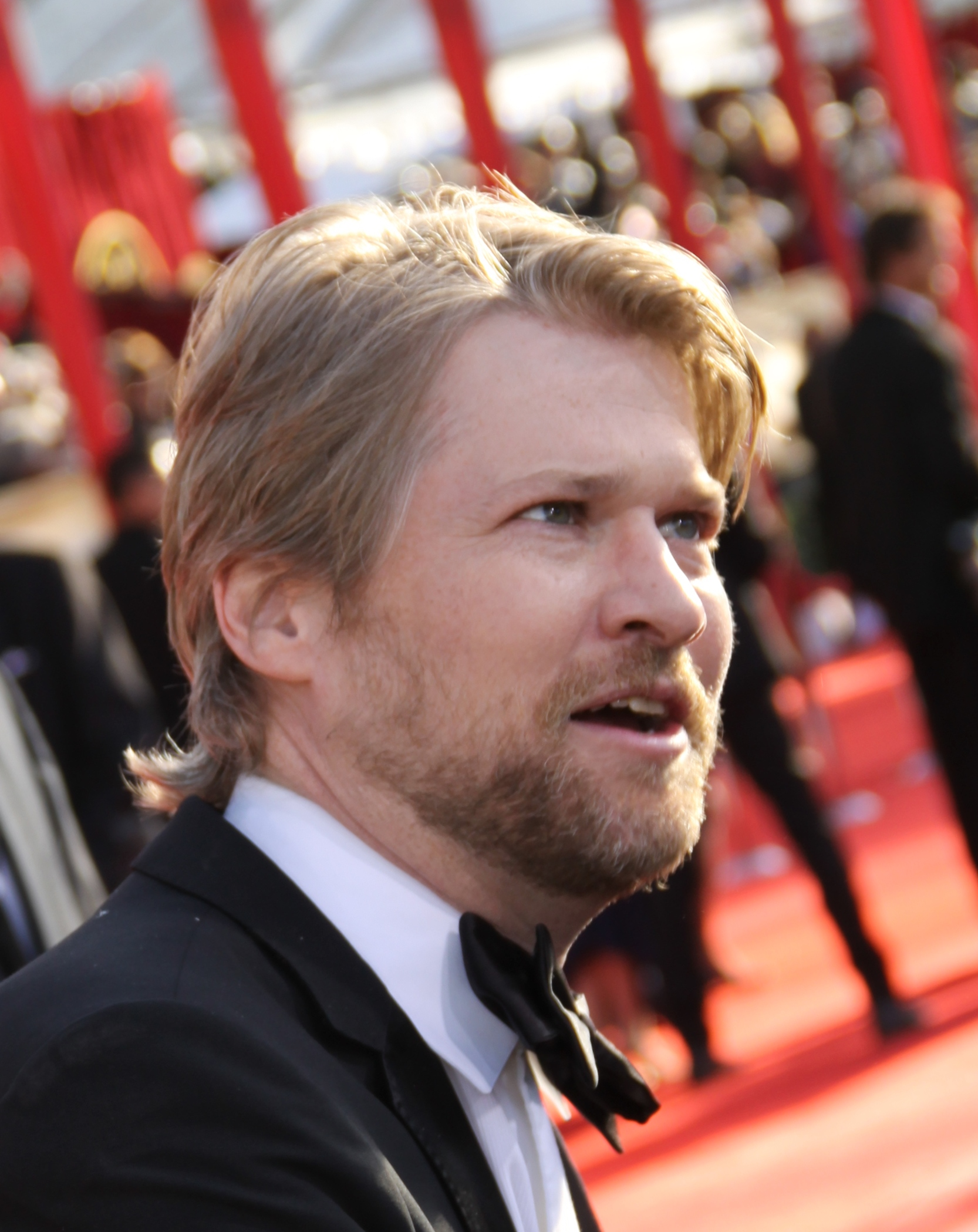
Todd Lowe dans le rôle de Terry Bellefleur
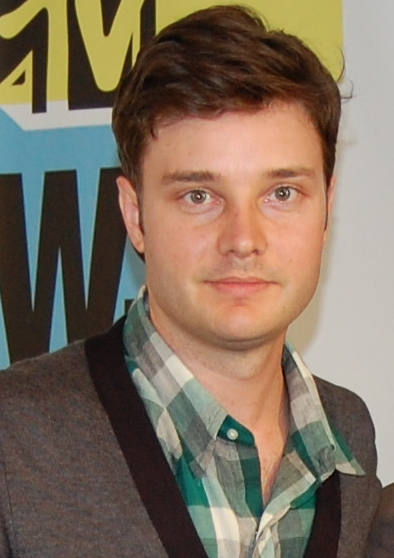
Michael McMillian dans le rôle de Steve Newlin
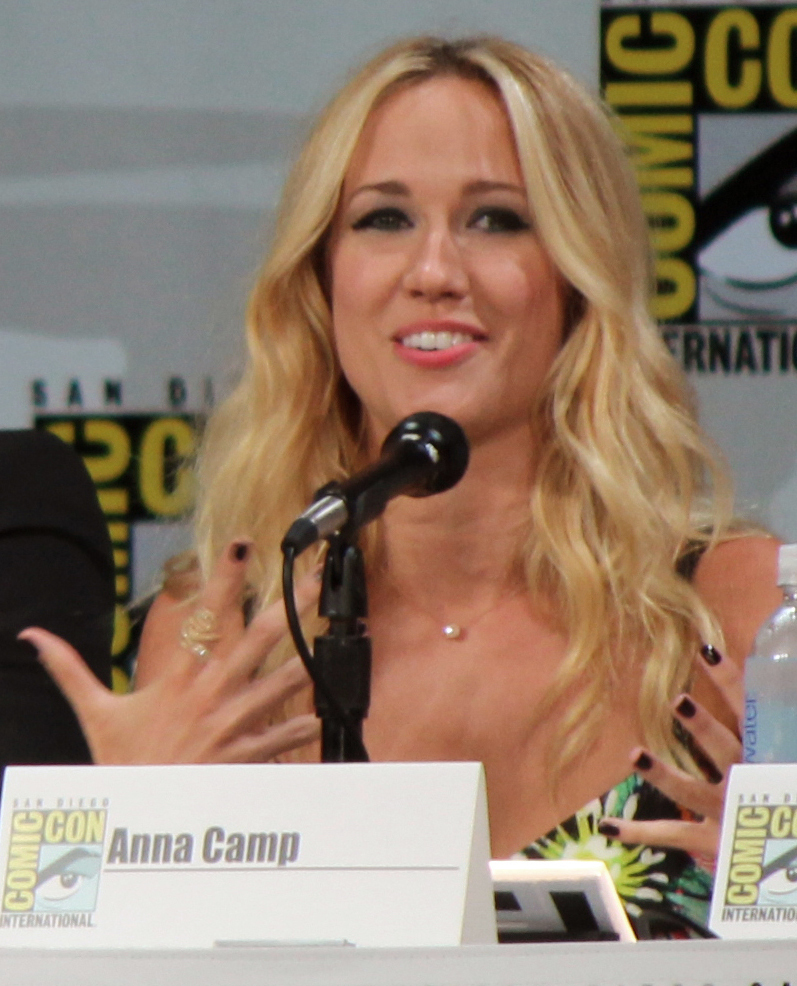
Anna Camp dans le rôle de Sarah Newlin
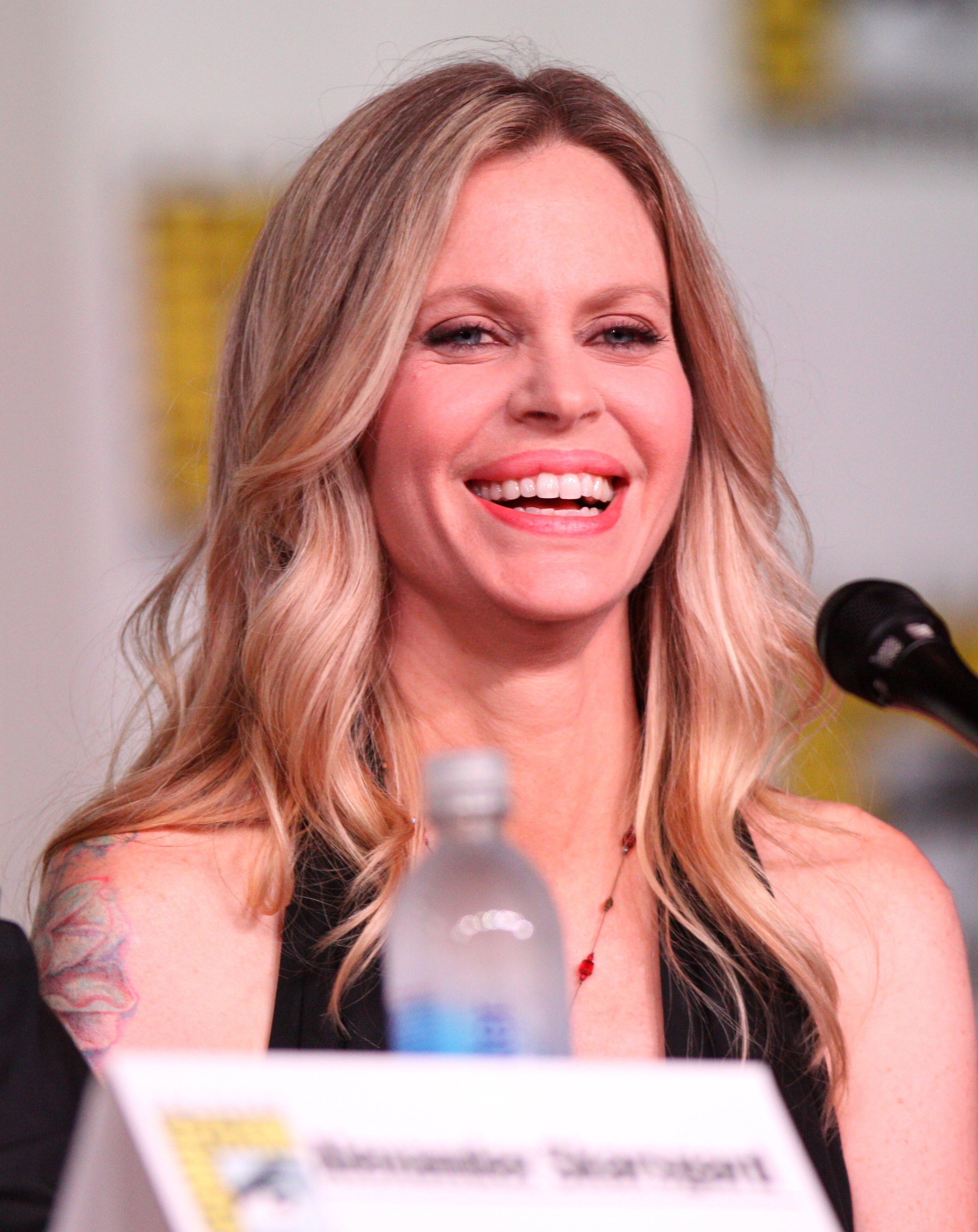
Kristin Bauer dans le rôle de Pamela « Pam » Swynford de Beaufort
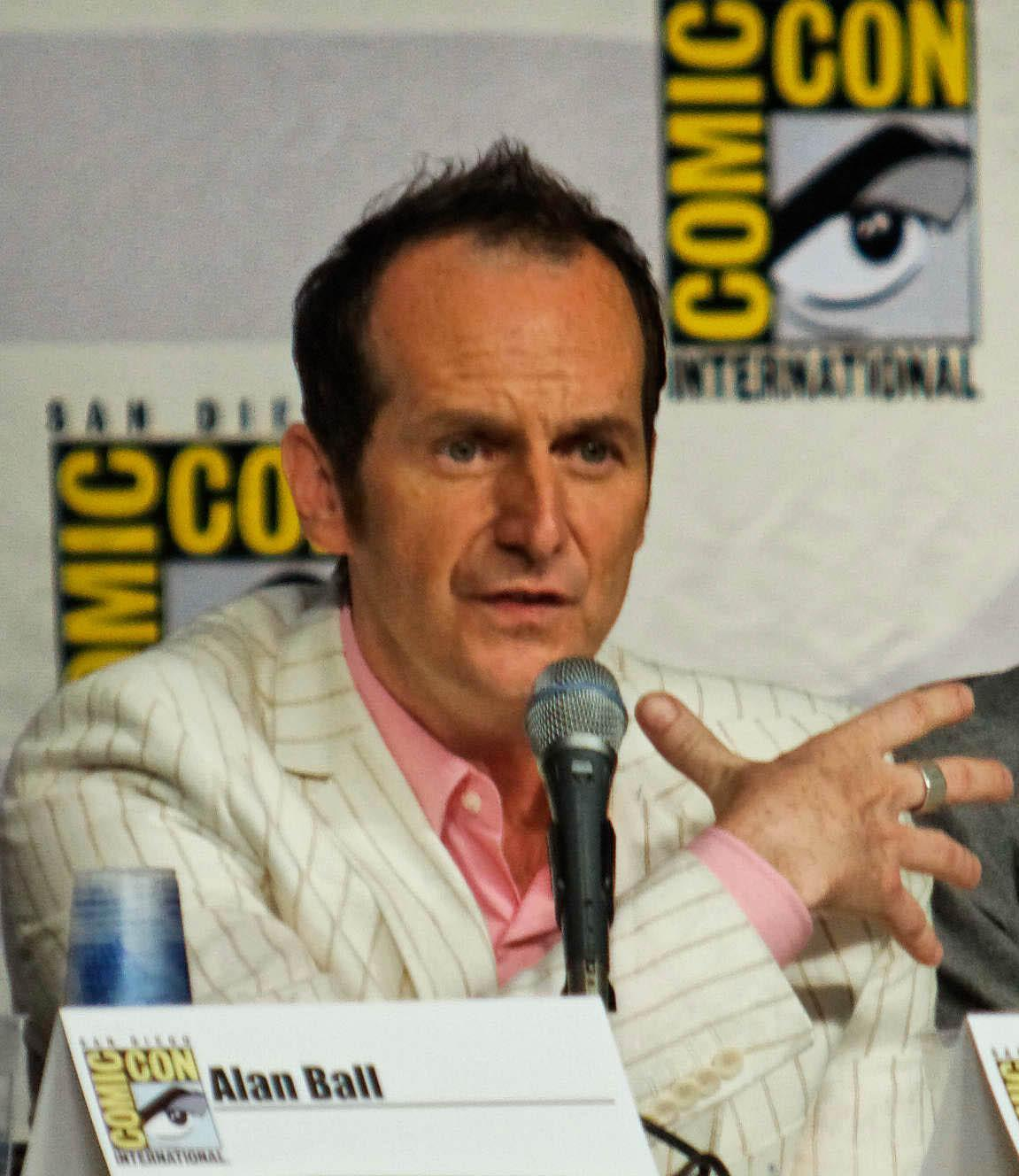
Denis O'Hare dans le rôle de Russell Edgington
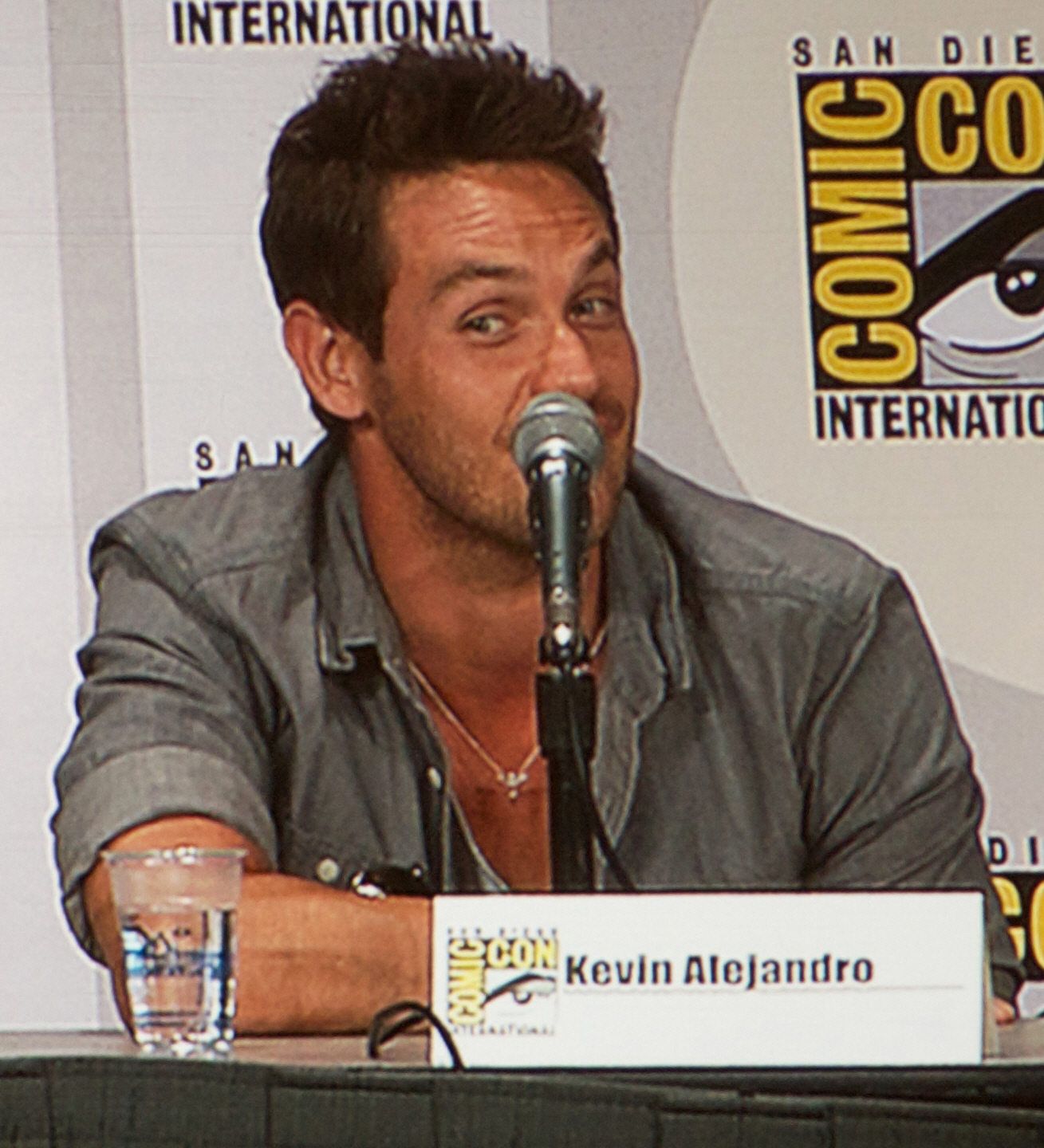
Kevin Alejandro dans le rôle de Jesus
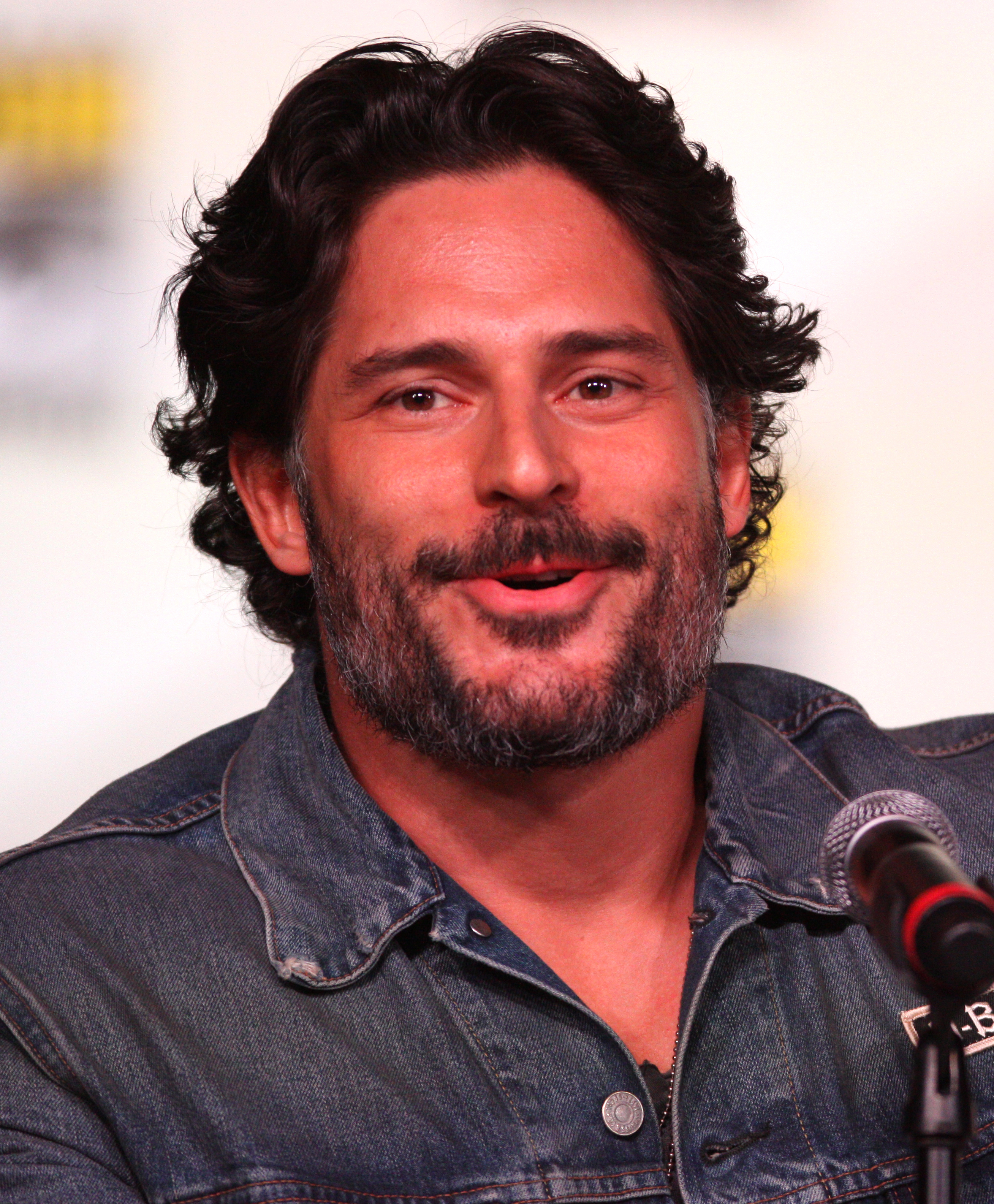
Joe Manganiello dans le rôle de Alcide Herveaux
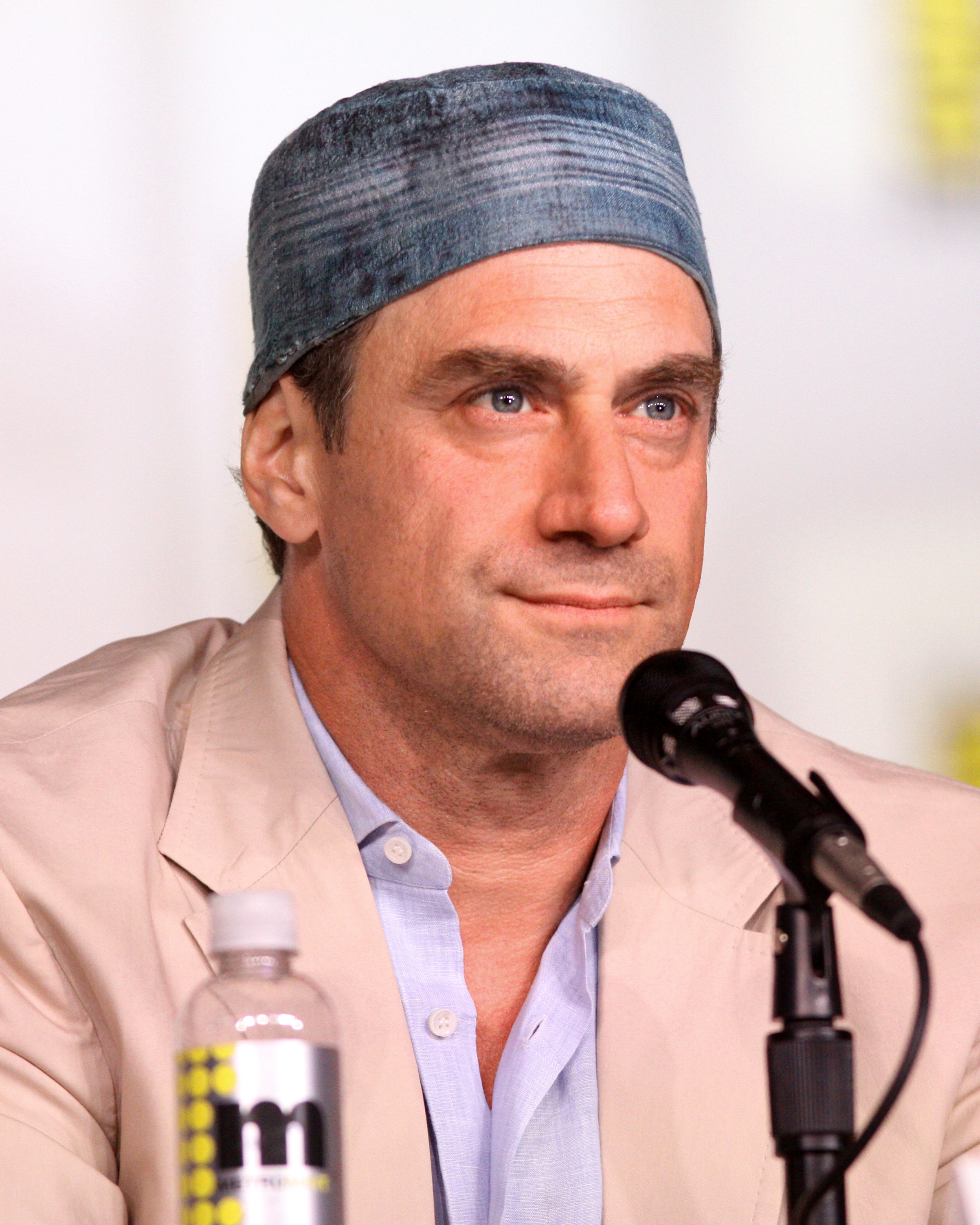
Christopher Meloni dans le rôle de Roman Zimojic

Version française
- - Société de doublage : Dubbing Brothers[17],[18]
  - Direction artistique : Hervé Bellon[17],[18]

 Source et légende : version française (VF) sur RS Doublage et Doublage Séries Database 

## Production

### Développement

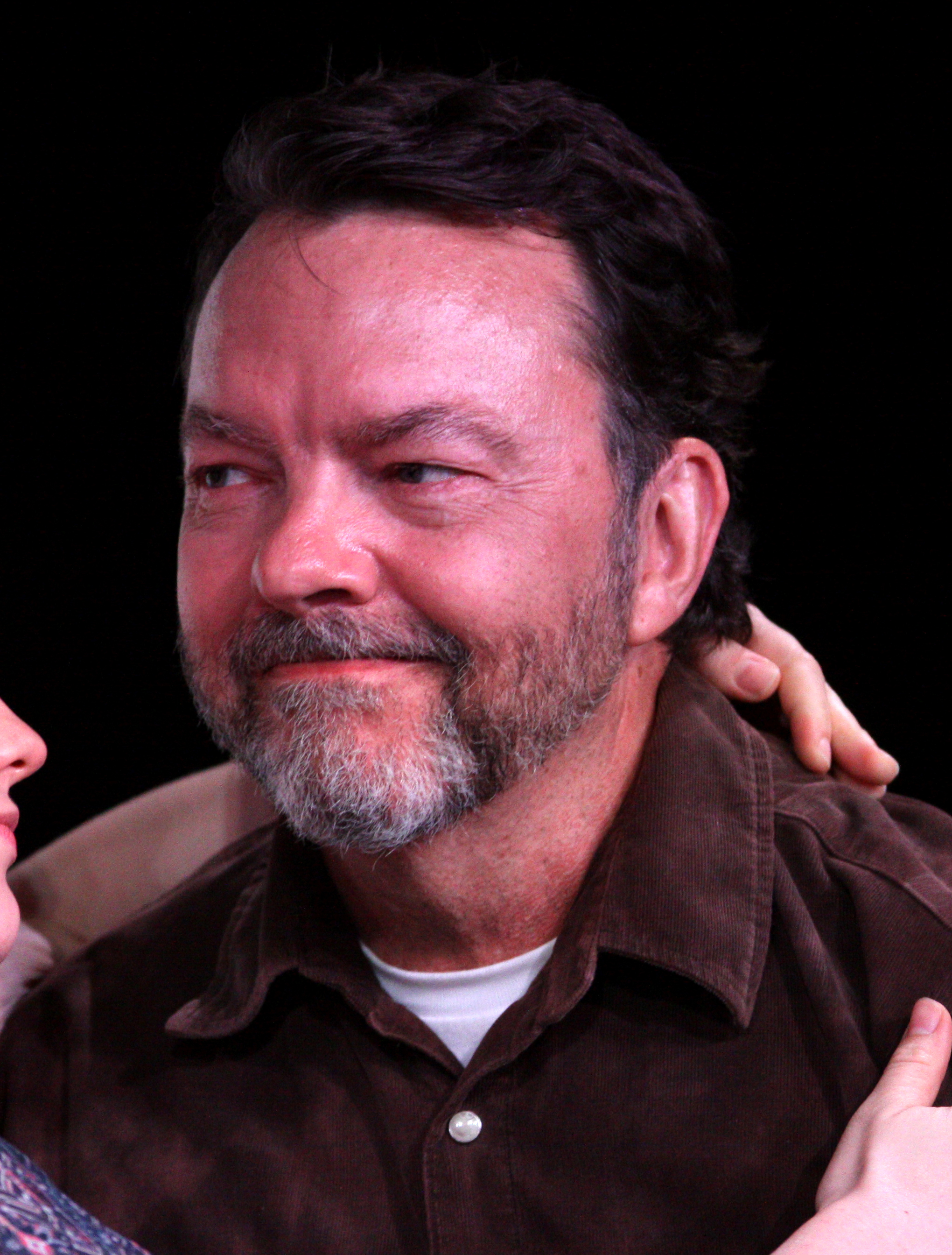
Alan Ball, au Comic-Con International de San Diego, en 2012.

Alan Ball avait déjà travaillé avec HBO pour la série Six Feet Under, dont l’épisode final de la cinquième saison a été diffusé le 21 août 2005 sur la chaîne américaine.
Il a ensuite signé un accord de deux ans avec HBO pour développer et produire un programme original pour la chaîne, dont True Blood était le premier projet.
Dans une interview, Ball raconte qu'une fois la série Six Feet Under achevée, son agent l'a convaincu de lire le tome Quand le danger rôde de Charlaine Harris, qui lui a beaucoup plu. Il avoue ne pas être « familier des fictions sur les vampires » et n'avoir « jamais regardé Buffy ». Ce qu'il a particulièrement apprécié dans les livres de Harris, c’est l'antipathie qu'il a ressenti pour le personnage de Bill Compton, et qu'en même temps, il était « comme effrayé ». Il estime que l'auteur « a créé un monde riche rempli de personnages uniques, un monde aussi terrifiant qu’hilarant, ainsi que sexy, généreux et profond ».
Charlaine Harris a reçu plusieurs offres pour adapter sa série de romans à la télévision. Elle a choisi Alan Ball car elle savait qu’il « restituerait l’esprit des livres » et a donc signé le contrat « en toute confiance ». Ball lui a expliqué que contrairement aux livres, la série ne pourrait pas se dérouler uniquement du point de vue de Sookie et qu'il serait donc amené à développer d'autres personnages dans son adaptation.
Pour Ball, le monde décrit dans les livres et celui de la série sont vraiment liés : il s'agit d'une « grande romance vieux jeu, une sorte de satire de la vie du Sud » ; un genre de comédie noire « utilisant les vampires comme une métaphore » pour différentes choses. Harris voyait d'ailleurs les vampires de ses livres comme « une minorité essayant d'obtenir l'égalité des droits »,.
Par ailleurs, le créateur voulait que la série « soit aussi ancrée dans la réalité qu’une série sur les vampires puisse l’être, et rendre routinier ce que l’on considère comme surnaturel ». Ball s'est déclaré « honoré » que Charlaine Harris lui fasse confiance et « impatient d'apporter sa vision à la télévision ».
Charlaine Harris considère True Blood comme « une expérience différente des livres » et a annoncé qu'elle était « fascinée par l'adaptation d'Alan Ball ».

### Casting

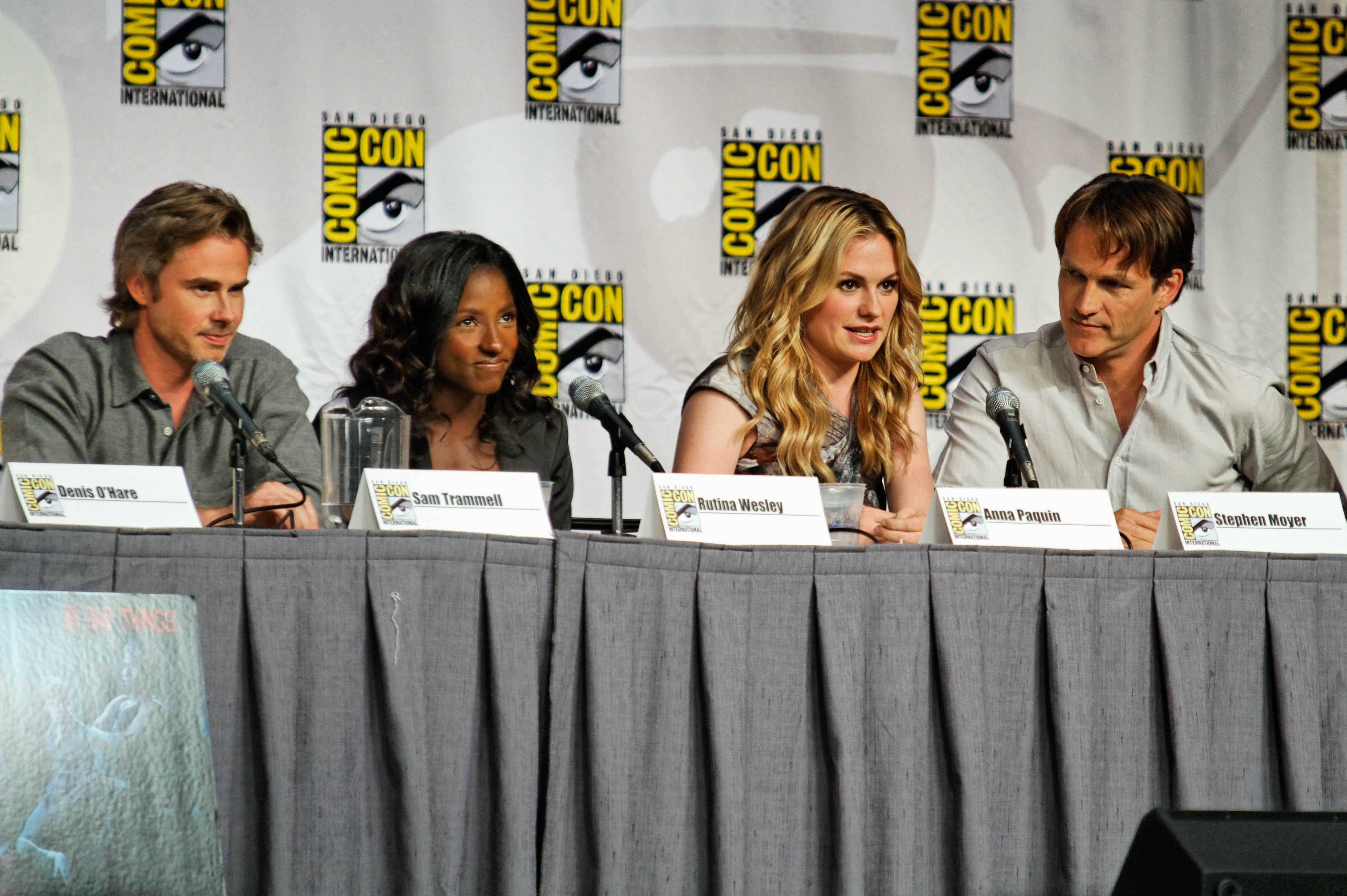
De gauche à droite : Sam Trammell, Rutina Wesley, Anna Paquin et Stephen Moyer, au Comic-Con International de San Diego, en 2010.

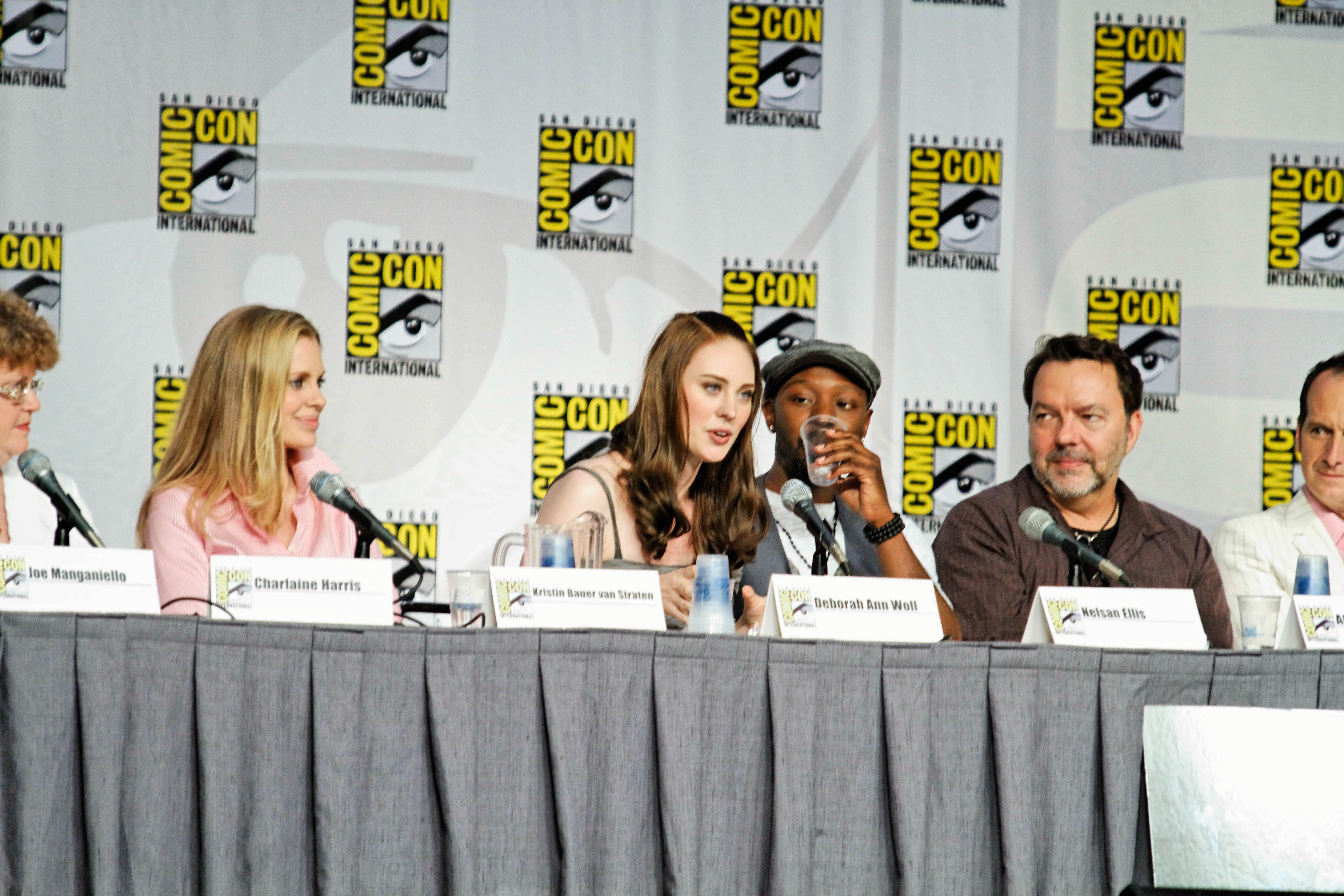
De gauche à droite : Charlaine Harris, Kristin Bauer, Deborah Ann Woll, Nelsan Ellis, Alan Ball et Denis O'Hare au Comic-Con International de San Diego, en 2010.

Dans une interview, Alan Ball explique que les livres de Charlaine Harris décrivent très clairement le physique des personnages, et qu'il ne voulait pas être « complètement entravé par cela ». Pour lui, « ses histoires sont tellement complexes et riches, les acteurs doivent vraiment vendre cette histoire ».
Lors des essais d'Anna Paquin pour le personnage de Sookie Stackhouse, Ball était inquiet car il pensait que la jeune femme, brune d'origine, ne voudrait pas se teindre en blonde (comme est décrite Sookie dans les livres) ; mais elle a en fait été enthousiasmée par ce challenge. Son casting a été annoncé en février 2007, en même temps que ceux de Ryan Kwanten et Sam Trammell. Ball appréhendait également les essais du personnage de Bill Compton, car il l'a toujours vu « comme une sorte d'homme vraiment tragique, hanté » et il voulait donc un acteur qui puisse donner le sentiment qu'il était « d'un autre temps, d'une autre époque ». Stephen Moyer a été choisi pour ce rôle et son casting a été annoncé en avril 2007.
Dans le pilote original, Brook Kerr interprétait Tara Thornton, puis a finalement été remplacée par l’actrice Rutina Wesley.
En novembre 2009, Marshall Allman a été annoncé pour interpréter Tommy Mickens (le frère de Sam Merlotte) dans la troisième saison.
Au fil des saisons, des acteurs crédités comme « invités » rejoignent la distribution principale. Ainsi, en septembre 2008, Mehcad Brooks, Todd Lowe, Deborah Ann Woll et Michelle Forbes, invités lors de la première saison, ont été annoncés parmi les acteurs principaux de la saison suivante. À l'issue de la deuxième saison, Kristin Bauer (Pam) a été promue au rang d'actrice principale. En juillet 2010, Joe Manganiello, invité lors de la troisième saison, a été annoncé comme l'un des acteurs principaux de la quatrième saison.
Dans True Blood, bon nombre d'acteurs ne sont pas originaires des États-Unis (Anna Paquin est canadienne ; Stephen Moyer, britannique ; Ryan Kwanten, australien ; Alexander Skarsgård, suédois, etc.) et lors d'une interview, Alan Ball a expliqué qu'il était prêt à aller n'importe où afin de « trouver l'acteur qui amène le personnage à la vie », car il cherche davantage des acteurs qui dépeignent les personnages de manière convaincante qu'une ressemblance physique avec ceux des livres.

### Tournage

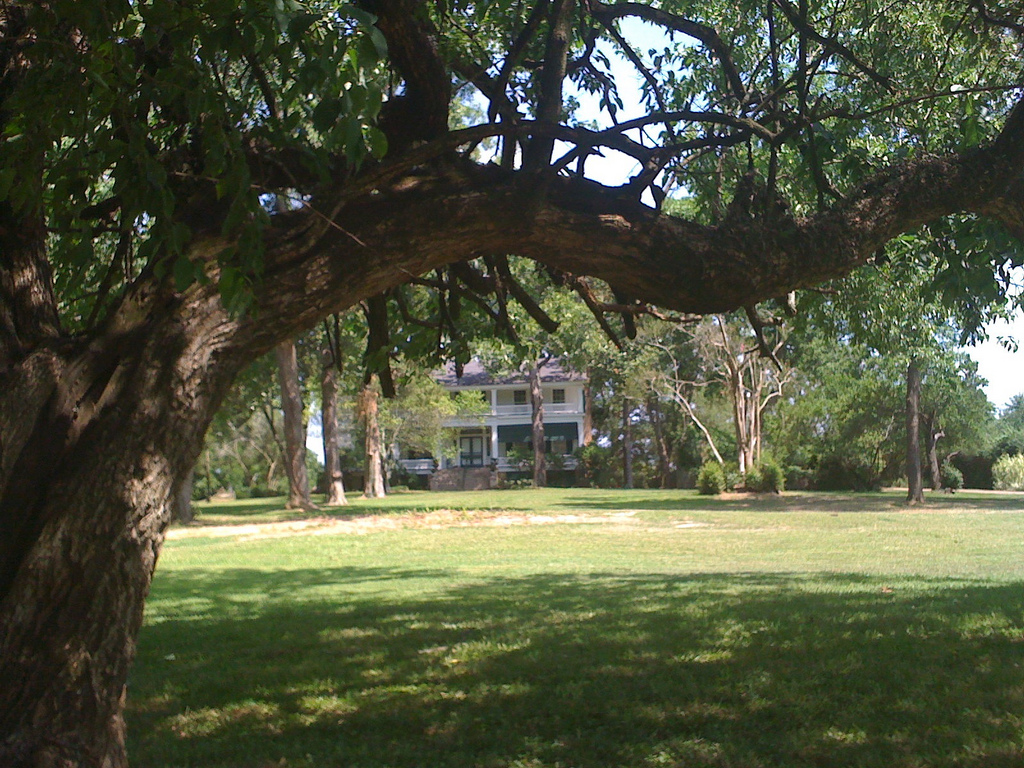
Façade extérieure de la maison du personnage de Bill Compton (Stephen Moyer).

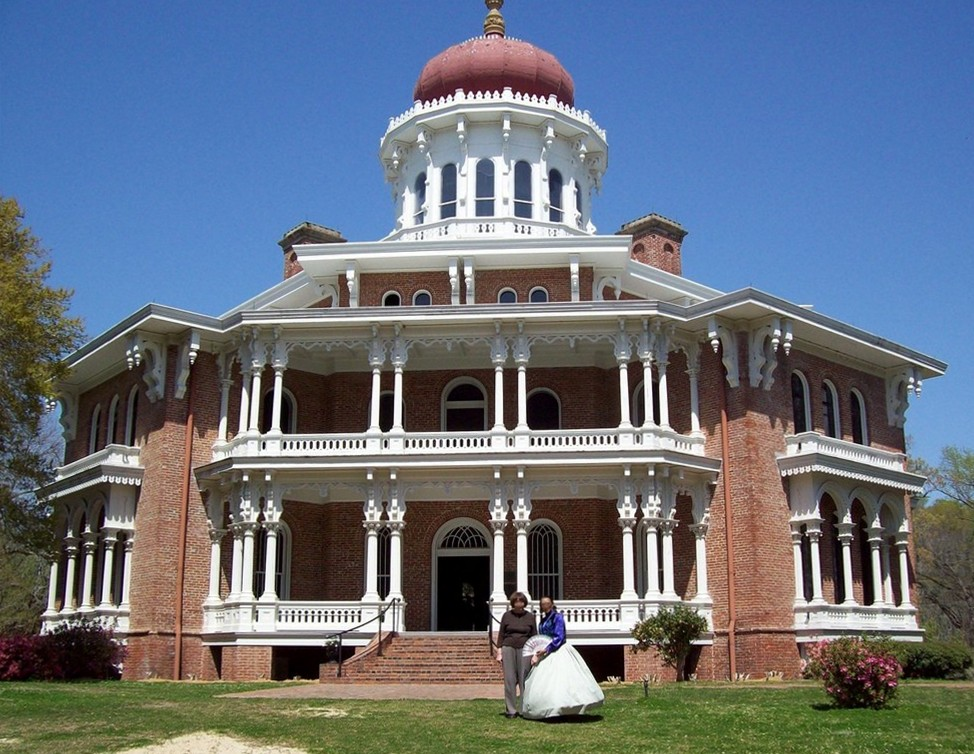
Le manoir de Longwood (où vit Russell Edgington dans la série) est situé à Natchez, au Mississippi.

Après un pilote concluant (intitulé Amour interdit) tourné à l'été 2007, la production de la série a démarré à l'automne de cette même année,. Le tournage se déroule principalement en Californie et en Louisiane. Le tournage de la deuxième saison a débuté le 6 janvier 2009, celui de la troisième saison le 2 décembre 2009, celui de la quatrième saison le 1er décembre 2010, et celui de la cinquième saison a débuté fin 2011, juste après Thanksgiving. Chaque saison se déroule sur une dizaine de jours, et chaque épisode sur une journée et une nuit. Certains lieux, comme la maison de Sookie et le Merlotte's sont filmés en studio,, et d'autres le sont dans des endroits qui existent réellement. Par exemple, les scènes qui se déroulent au Fangtasia sont tournées au Alex's Bar à Long Beach (en Californie),, celles qui ont lieu dans la maison du personnage de Sophie-Anne sont filmées à la Villa Contenta, une maison située à Malibu (Californie),, et la demeure de Russell Edgington est filmée au manoir de Longwood, à Natchez (au Mississippi). Par ailleurs, Ball indique que les scénaristes ont toujours la « bible » de la série à proximité, pour pouvoir retracer le passé des personnages et éviter ainsi tout contresens.
Au début du tournage, l'équipe est allée visiter la Louisiane et a pu observer que les gens s'y déplacent lentement. Dans une interview, Stephen Moyer raconte qu'il a adapté son interprétation de Bill Compton en conséquence, sans geste superflu, sans tics, ni agitation, et que « chacun de ses mouvements semble lui coûter. » Il ajoute que pour ce rôle, il doit se teindre les cheveux en noir, appliquer du fond de teint blanc, mettre de fausses pattes, et abandonner son accent britannique ; contrairement à James Frain (alias Franklin Mott), à qui les scénaristes ont expliqué qu'« Outre-Atlantique, [un tel accent avait] un petit côté « empire du mal », très XIXe siècle ». Stephen Moyer et Joe Manganiello (qui joue Alcide Herveaux) n'ont pas voulu imiter un quelconque modèle, ; Joe Manganiello poursuit qu'il a passé quelque temps chez un éleveur de loups, pour observer la façon qu’ont ces animaux « de vous approcher, de vous regarder, de vous sentir, de tester vos réactions. » James Frain et Alexander Skarsgård (Eric Northman) soulignent la difficulté de parler avec les fausses canines que portent les vampires de la série,.

### Générique d'ouverture
Le générique d'ouverture de True Blood, qui s'accompagne du titre Bad Things de Jace Everett, a été créé par Digital Kitchen, la même agence qui a réalisé ceux de Six Feet Under, Justified et de Dexter. Il est essentiellement composé de portraits de gens du Sud des États-Unis ; des anonymes, dans le but de « conserver un attrait international », selon Robert Bradley, l'un des créateurs du générique. La plupart des séquences ont été tournées sur quatre jours en Louisiane, à Chicago et à Seattle. Le générique est construit autour de l'idée de « la prostituée dans la maison de prière », et met en scène « le chaos et le mélange des cultures, des races et des classes sociales ». Digital Kitchen a voulu exprimer à quel point le « fanatisme religieux » et « l’énergie sexuelle » pouvaient corrompre les humains et les animaliser. L’équipe a également souhaité explorer les idées de la rédemption et du pardon : la séquence se déroule du matin jusqu’à la nuit profonde, sur un rythme crescendo, vers un territoire de plus en plus sombre et agressif et se termine par une sorte de catharsis à travers le baptême de minuit. L’entremêlement d'images contradictoires apparaît d’un point de vue « surnaturel », comme s’il s’agissait d’une créature prédatrice observant les êtres humains depuis l'ombre. Pour l'équipe de Digital Kitchen, le but était de créer un générique qui fasse pleinement partie de l'identité de la série. Alan Ball considère que ce générique « transporte immédiatement le spectateur dans le monde de True Blood ». Le générique a été nommé aux Emmy Awards en 2009.

### Musique
Gary Calamar, chef opérateur de la musique de True Blood, a déclaré que son objectif pour la bande originale était de créer quelque chose de « marécageux, triste et effrayant » et de « piocher dans la musique régionale de Louisiane », car il considère qu'il y a beaucoup de « grands musiciens là-bas ».
Nathan Barr, compositeur de la série, écrit les partitions et joue lui-même plusieurs instruments qui apparaissent dans la bande originale, notamment du violoncelle, de la guitare, du piano et de l'harmonica.

### Campagnes promotionnelles

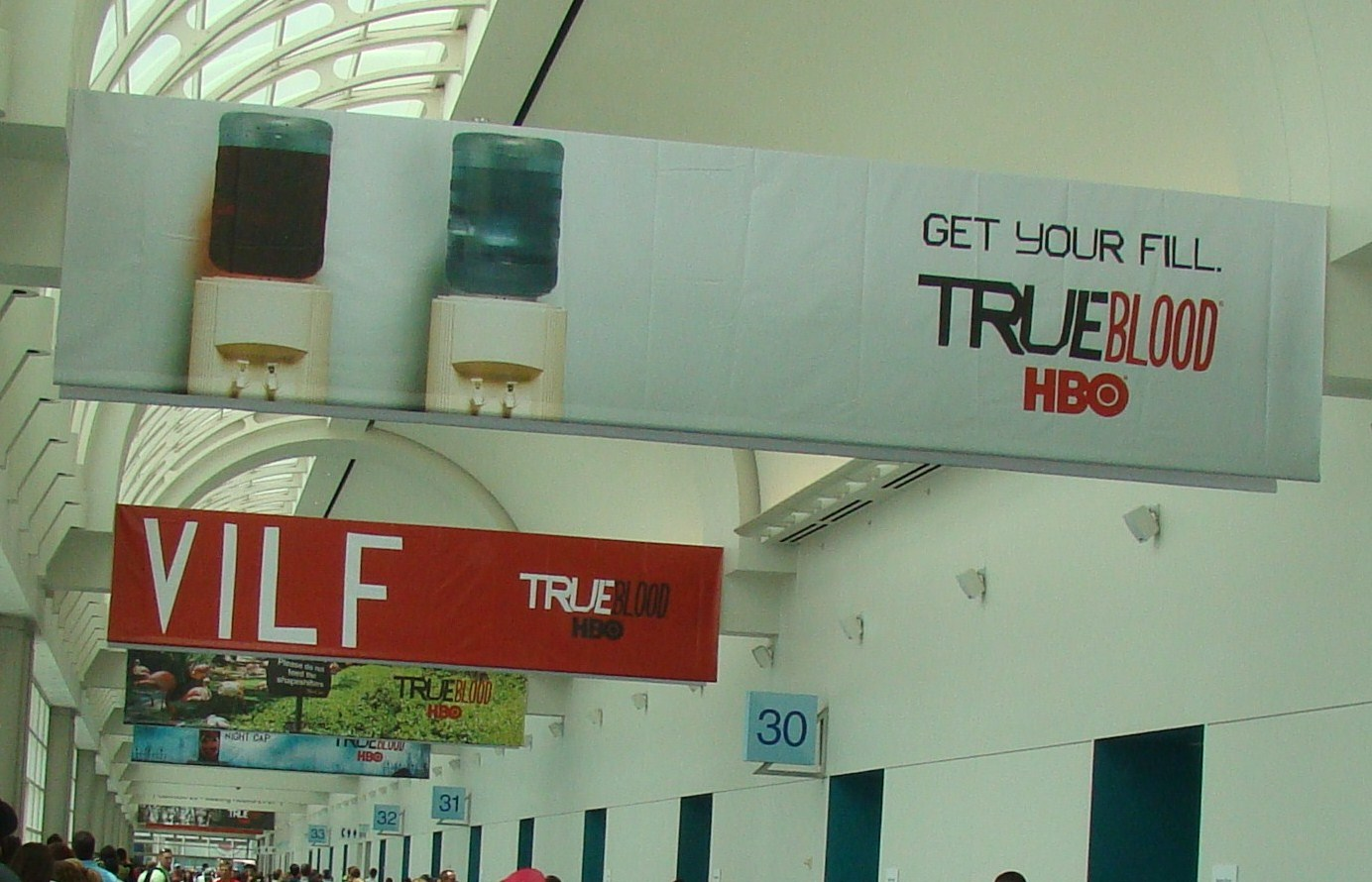
Affiches publicitaires diffusées pour promouvoir la troisième saison, à San Diego.

Le lancement des deux premières saisons de la série a été précédé de campagnes promotionnelles basées sur le jeu en réalité alternée et le marketing viral.
L’agence de marketing new-yorkaise Campfire a été chargée par la chaîne américaine HBO de la campagne publicitaire préalable à la diffusion de True Blood. Sur la vidéo qui présente ce travail, l’agence annonce qu’elle a « créé une préquelle aux séries, qui introduit les thèmes qui y sont abordés et qui a généré le buzz [...] ». Leur but était de « transformer les fans curieux en prêcheurs, construisant ainsi une audience qui a fait de True Blood une des season premieres les plus attendues et réussies. » 
Elle est composée d'envoi massif de courriers (certains étaient écrits en japonais et accompagnés d'échantillons de la boisson « Tru Blood », présenté en tant que sang synthétique) et d'e-mails dès mai 2008 ; de la mise en place de plusieurs sites web officiels fictifs (ceux de la Ligue américaine des vampires, de la Confrérie du Soleil, d'un blog qui suit l'intégration des vampires dans la société) ; de fausses affiches publicitaires, qui incitent les gens à supporter l’amendement sur les droits des vampires ou au contraire, à refuser leur intégration dans la société ; et d'un faux journal nommé New York Anouncer, qui annonce que les vampires existent.
D’après la vidéo, le New York Times aurait annoncé qu’il s’agissait de « la plus vaste campagne que HBO ait entreprise » ; et Alan Ball, le créateur de la série, aurait déclaré que « ce plan marketing [avait dépassé ses] rêves les plus fous. »
Après la création du générique d'ouverture de True Blood, l'agence Digital Kitchen a de nouveau été approchée par HBO, cette fois pour réaliser la campagne publicitaire de la deuxième saison. La chaîne leur a demandé de faire « une campagne avec un bombardement marketing encore plus révolutionnaire et non-traditionnel que la première saison », en imaginant que les vampires existent, quelque chose d'aussi « amusant, kitsch et tordu que la série », le but étant là encore, de créer un véritable buzz.
Digital Kitchen a donc signé des partenariats avec six marques (Monster, Mini, Harley-Davidson, Gillette, GEICO, et Eckō Unlimited), pour créer des affiches publicitaires présentant leurs vrais produits, mais adressées spécifiquement aux vampires, dans un souci d'authenticité. Sur ces visuels, la marque Gillette propose aux vampires une édition spéciale d'un de ses modèles de rasoirs, tandis que la marque GEICO annonce qu'elle peut leur faire économiser 15 % sur leur assurance voiture ; la publicité pour la décapotable rouge de Mini affiche le slogan « Sentir le vent dans vos crocs » et le nouveau parfum de Marc Ecko promet aux vampires de leur permettre d'attirer les humains. D'après Variety, cette campagne a permis de faire progresser les audiences de la série. Les publicités ont été diffusées dans les magazines Us Weekly, TV Guide, The New York Times et New York Magazine, ainsi que sur la chaîne CNN.
En France, à l'occasion du lancement de la deuxième saison sur Orange Cinéma Séries, la chaîne a organisé une soirée au Hard Rock Cafe à Paris, le 5 novembre 2009. Lors de cette soirée, où plusieurs acteurs de la série étaient présents (Alexander Skarsgård, Sam Trammell, Rutina Wesley et Michelle Forbes), le restaurant a été décoré d'après l'univers de la série et les deux premiers épisodes de la deuxième saison ont été diffusés.
Quelques mois avant le lancement de la troisième saison, douze affiches publicitaires ont été diffusées,.
Six minisodes ont également été mis en ligne sur le site de HBO du 2 mai au 6 juin 2010, à raison d'un épisode par semaine. Intitulés A Drop of True Blood (littéralement Une goutte de True Blood), ce sont de courtes histoires de 3 à 5 minutes, qui introduisent la saison à venir. 
À Paris, des fontaines de sang ont été mises à disposition dans des magasins Virgin Megastore.

### Fiche technique
- Titre original, français et québécois : True Blood
- Création : Alan Ball, d'après les romans La Communauté du Sud de Charlaine Harris[23]
- Réalisation : Alan Ball, Michael Lehmann, Scott Winant, Daniel Minahan, John Dahl, Anthony Hemingway, Michael Ruscio, Lesli Linka Glatter et David Petrarca
- Scénario : Alan Ball, Charlaine Harris, Alexander Woo, Brian Buckner, Raelle Tucker, Nancy Oliver, Kate Barnow, Elizabeth Finch
- Direction artistique : Catherine Smith et James David Goldmark
- Décors : Suzuki Ingerslev
- Costumes : Audrey Fisher et Danny Glicker
- Photographie : Romeo Tirone, Matthew Jensen et David Klein
- Montage : Michael Ruscio, Louise Innes, Lynne Willinggham, Andy Keir et Peter B. Ellis
- Musique : Gary Calamar (chef opérateur du son), Nathan Barr (compositeur)
- Casting : Libby Goldstein et Junie Lowry-Johnson
- Production : Alan Ball, Raelle Tucker, Alexander Woo, W. Mark McNair, Carol Dunn Trussell
- Sociétés de production : Your Face Goes Here Entertainment et Home Box Office
- Sociétés de distribution (pour la télévision) : Home Box Office (États-Unis) ; The Movie Network (Canada) ; Acht, Canvas et Foxlife (Belgique)
- Budget : 3 millions de dollarsUS par épisode[70]
- Pays d'origine :  États-Unis
- Langue originale : anglais
- Format : couleur - 1,78:1 - son Dolby Digital
- Genre : série dramatique, fantastique, romantique ; thriller
- Durée : environ 52 minutes[71]
- Public : Interdit aux moins de 12 ans (certains épisodes sont strictement interdits aux moins de 16 ans)

 Sauf indication contraire, les informations mentionnées dans cette section peuvent être confirmées par la base de données cinématographiques IMDb,  présente dans la section « Liens externes ».

### Diffusion internationale
Aux États-Unis et au Canada, la série est diffusée en simultané sur HBO et HBO Canada. La première saison a été diffusée du 7 septembre au 23 novembre 2008 ; la deuxième, du 14 juin au 13 septembre 2009 ; la troisième saison, du 13 juin au 12 septembre 2010 ; la quatrième, du 26 juin au 11 septembre 2011 ; et la cinquième, du 10 juin au 26 août 2012.
En France, elle est diffusée sur Orange Cinémax (en VM). La première saison a été diffusée du 23 décembre 2008 au 27 janvier 2009 ; la deuxième, du 11 octobre au 27 décembre 2009 ; la troisième, du 24 octobre au 7 décembre 2010 ; et la quatrième, du 18 octobre au 22 novembre 2011. La série est rediffusée sur NT1 et AB1.
Au Québec, c'est la chaîne Super Écran qui diffuse la série. La première saison a été diffusée du 5 janvier au 23 mars 2009 ; la deuxième, du 1er décembre 2009 au 5 janvier 2010 ; la troisième, du 2 novembre 2010 au 16 janvier 2011 ; et la quatrième, du 23 octobre 2011 au 8 janvier 2012. Les deux premières saisons ont été rediffusées sur le réseau V à partir du 3 mars 2010 puis sur Ztélé à partir du 13 novembre 2016.
En Belgique, elle est diffusée sur Be TV. La première saison a été diffusée du 2 février au 9 mars 2009 ; la deuxième, du 1er décembre 2009 au 5 janvier 2010 ; et la troisième, du 7 novembre au 12 décembre 2011.
En Suisse, la série est diffusée sur TSR1 (devenue RTS Un). La première saison a été diffusée du 30 août au 4 octobre 2009 ; la deuxième, du 12 septembre au 7 novembre 2010 ; et la troisième, du 22 juillet au 26 août 2011.
En Australie, True Blood est diffusée depuis le 3 février 2009 sur Showcase ; en Europe centrale depuis le 5 février 2009 sur HBO Central Europe ; au Royaume-Uni depuis le 17 juillet 2009 sur FX, ; en Espagne depuis le 15 septembre 2009 sur Cuatro ; en Allemagne depuis le 16 mars 2011 sur RTL II, ; en Asie sur HBO Asia et en Amérique latine sur HBO Latin America.

## Épisodes
La série compte actuellement sept saisons, les cinq premières sont divisées en douze épisodes et les deux dernières saisons en dix épisodes.

### Première saison (2008)
Dans la première saison, on découvre l'univers de Sookie Stackhouse. Elle est serveuse au Merlotte's et a la faculté d'entendre les pensées. Lorsque Bill Compton franchit les portes du bar, elle est particulièrement enthousiaste et s'empresse de faire la connaissance de ce mystérieux vampire, qui s'avère être une personne de confiance. Leur relation n'est pas vue d'un très bon œil à Bon Temps, en particulier par les amis de Sookie, convaincus que ces créatures ne veulent qu'une chose : drainer les humains. Parallèlement, plusieurs femmes sont retrouvées mortes dans la petite ville ; il s'avère qu'elles ont toutes eu des relations avec Jason Stackhouse, le frère de Sookie, mais également avec des vampires.

### Deuxième saison (2009)
Dans la deuxième saison, la nouvelle arrivée mystérieuse, Maryann, cause beaucoup de soucis à Sam Merlotte et entraîne les habitants de Bon Temps dans d'étranges rituels. Sookie apprend la disparition de Godric, le shérif-vampire de Dallas et créateur d'Eric Northman, qui parvient à la convaincre d'aller enquêter sur place avec Bill. Pendant ce temps, Jason rejoint l’Église de la Communauté du Soleil, réputée pour sa haine envers les vampires, et en devient vite un élément prometteur.

### Troisième saison (2010)
Dans la troisième saison, Sookie part à la recherche de Bill, enlevé par le très puissant et charismatique roi-vampire du Mississippi, Russell Edgington, pour servir son complot contre la reine de Louisiane, déjà en difficulté. Sookie découvre également une nouvelle race de créatures surnaturelles, les loups-garous, parmi lesquels elle se fait un allié, Alcide Herveaux. De son côté, Tara, la meilleure amie de Sookie, doit faire face à la disparition violente de son petit ami, Eggs, tandis que Jason est rongé par les remords. On en apprend davantage sur les origines de Sam.

### Quatrième saison (2011)
Au début de la quatrième saison, quand Sookie revient du monde des fées, douze mois et demi se sont écoulés et Bill est devenu le roi de Louisiane. Durant cette période, Jason est devenu membre de la police, Lafayette vit désormais tranquille avec Jesus et Tara a quitté Bon Temps pour la Nouvelle-Orléans. Un nouveau groupe de sorcières s'est formé à Bon Temps, mais les vampires y voient une menace quand Marnie, la chef du groupe, acquiert des pouvoirs de nécromancienne.

### Cinquième saison (2012)
Dans la cinquième saison, Bill et Eric sont capturés par l'Autorité vampirique qui les accuse de comploter avec des vampires fondamentalistes souhaitant la fin de la race humaine. Ils parviennent à conclure un marché, en leur livrant Russell Eddington. Sookie et Lafayette ont convaincu Pam de transformer Tara en vampire, une nouvelle vie qu'elle a beaucoup de mal à accepter. Terry se rend compte que ses actes lors de la Guerre d'Irak ont provoqué une malédiction sur lui et ses anciens compagnons.

### Sixième saison (2013)
Dans la sixième saison, Truman Burrell, le gouverneur de Louisiane, déclare la guerre aux vampires.
Bill découvre que Lilith a fait de lui son prophète pour qu'il sauve sa race. Eric découvre l’existence d’un camp d’expérimentation sur les vampires. Sookie en apprend davantage sur l’identité et les intentions de Warlow. Alcide, nouveau chef de meute de Shreveport, prend la grosse tête.

### Septième saison (2014)
Dans la septième saison, les vampires vont devoir faire face à l’hépatite V, une maladie de sang qui leur donne la mort ultime. Un groupe de vampires contaminés se sont installés dans le Fangtasia et enlèveront Arlene, Holly et quelques autres personnes pour se nourrir. Tara meurt lors de la première attaque des vampires contaminés, Alcide lors de la deuxième. Hoyt fera son grand retour avec sa petite amie (Brigette) pour les obsèques de sa mère qui a été tuée par Violet, l'amante vampire de Jason qui ne parvient pas à avoir des sentiments forts pour elle, étant trop attachée à Jessica. Violet finira tuée par Hoyt alors qu'elle s'apprêtait à torturer Adilyn, Wade, Jason et Jessica.
À la fin de la saison, on assiste au mariage de Jessica et Hoyt et la mort de Bill, contaminé par Sookie par l'hépatite V et qui préférera une mort par pal plutôt que de dépérir. Brigette aura trois enfants avec Jason, Lafayette et James seront ensemble, Arlene sortira avec Keith, Adilyn avec Wade, Andy se marie avec Holly, Sam déménage à Chicago avec Nicole et leur fille et Sookie fondera une famille avec un humain (on ne verra pas son visage.)

## Univers de la série

### Les personnages

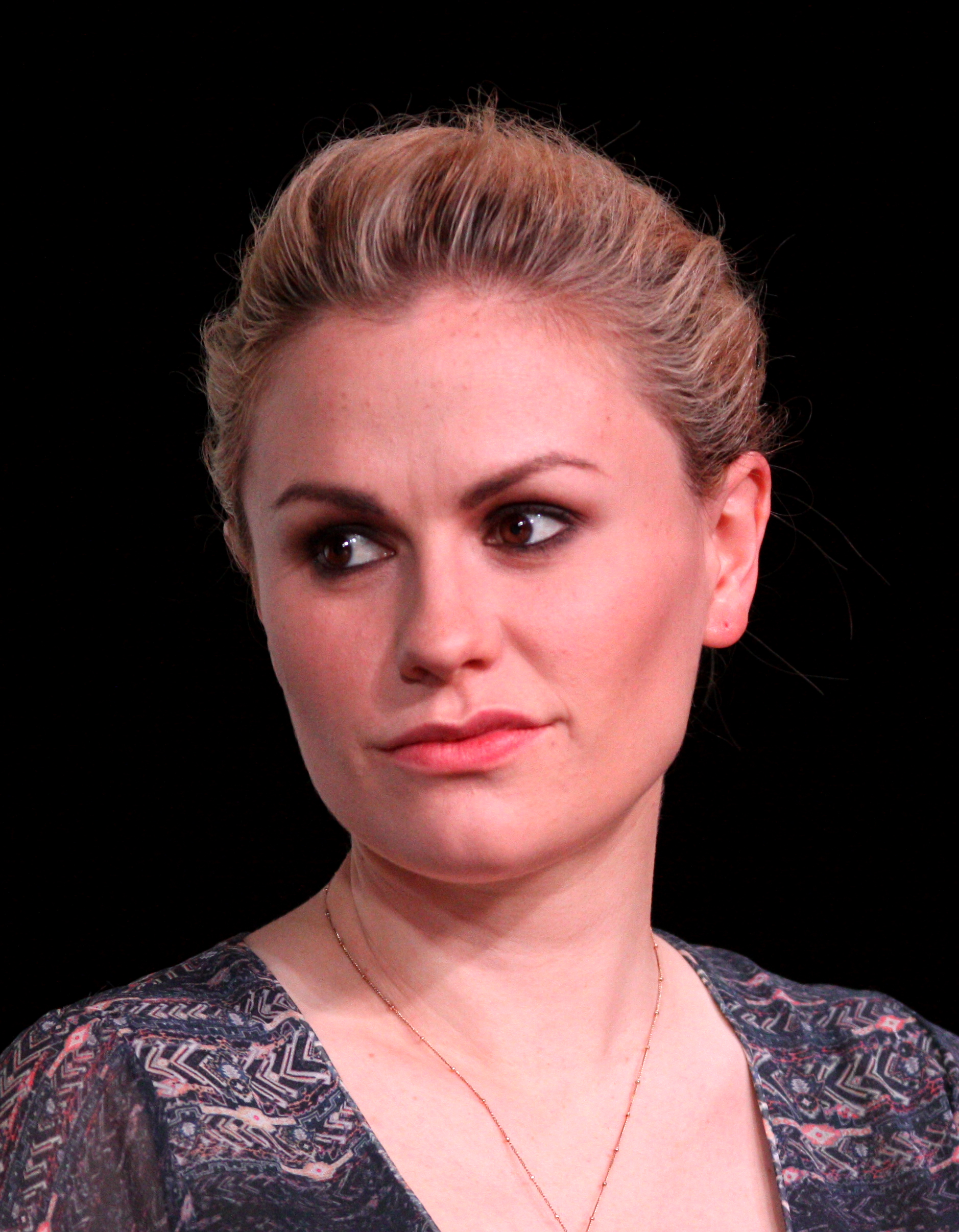
Anna Paquin, interprète de Sookie Stackhouse, l'héroïne de la série.

Sookie Stackhouse, le personnage principal de la série, vit à Bon Temps en Louisiane depuis son enfance et est serveuse au Merlotte's, le bar/grill de Bon Temps. Elle y travaille avec Lafayette, un cuisinier homosexuel excentrique, et sa meilleure amie, Tara, qu'elle vient de faire embaucher. Sa télépathie lui cause beaucoup de difficultés depuis son enfance dans ses relations amicales, amoureuses et dans le milieu professionnel. Avec le temps et de l'entrainement, elle a appris à contrôler sa capacité. À la mort de ses parents lorsqu'elle avait 7 ans, Sookie et son frère Jason ont vécu chez leurs grands-parents et à 18 ans, Jason est parti vivre dans la maison de leurs défunts parents tandis que Sookie est restée chez leur grand-mère, Adele. Dans la première saison, Sookie entame une relation romantique avec Bill Compton, un vampire de 173 ans dont elle est incapable d'entendre les pensées et qui l'a immédiatement fascinée. Sa relation avec un être surnaturel n'est pas vue d'un très bon œil à Bon Temps. À travers Bill, Sookie se voit entrer dans un monde de créatures et de conflits surnaturels qu'elle n'imaginait pas ; des créatures qui sont souvent intriguées de savoir ce qu'elle est, notamment en raison du fait que contrairement aux autres humains, elle ne peut pas être hypnotisée par un vampire. Ses relations amoureuses se compliquent au fur et à mesure de la série. Elle se retrouve ainsi courtisée par Sam Merlotte, son patron métamorphe, Eric Northman, le vampire viking, et Alcide Herveaux, un loup-garou.
Les personnages sont nombreux et tous interconnectés. Au fil des saisons, des personnages disparaissent et de nouveaux sont introduits.

### Espèces et créatures
Le monde fictif de la série introduit régulièrement des créatures mythologiques, à l'instar des loups-garous, des ménades, ou des fées. Certaines de leurs facultés sont différentes de celles habituellement définies et chaque espèce possède ses propres organisations. Alan Ball déclare dans un entretien que beaucoup d'autres créatures fantastiques vont apparaître dans la série, et qu'il « ne faut pas craindre la saturation, tant que chaque nouveau monstre est une métaphore, un miroir, un prétexte pour creuser plus loin les douleurs et les espoirs [des] personnages. »

### Différences avec les romans
L'univers de fiction fantastique dans lequel évoluent les personnages de la série a été repris et adapté de celui développé par Charlaine Harris dans La Communauté du Sud. True Blood se démarque des livres sur plusieurs points.
Dans les romans, le point de vue est interne puisque Sookie est la narratrice, tandis que dans l'adaptation télévisée, le spectateur voit les autres personnages évoluer indépendamment.
Tara et Lafayette, qui sont des personnages principaux de True Blood, sont peu développés dans les livres et leur histoire est différente sur de nombreux points. L'histoire de plusieurs autres personnages a également été modifiée : par exemple, dans les romans, Sookie n'a pas d'autre don que sa télépathie ; Bill travaille avec acharnement sur une base de données secrète et très convoitée sur les vampires, et ce n'est pas lui qui tue Longshadow pour protéger Sookie, mais Eric ; Jason ne se drogue pas au sang de vampire, ne rejoint pas la Communauté du Soleil, et ne veut pas intégrer la police. Certains personnages de La Communauté du Sud, comme JB Du Rone (le petit ami puis mari de Tara), Bubba (le chanteur Elvis Presley vampirisé), Felipe de Castro (le roi-vampire du Nevada) ; et Appius Livius Ocella (le créateur d'Eric), n'apparaissent pas dans la série ; à l'inverse, elle a introduit des personnages qui n'existent pas dans les romans, tels que Jessica Hamby (la progéniture de Bill), Miss Jeanette (l'exorciste de Tara et Lettie Mae), Tommy (le frère de Sam), et de Jesus (le petit ami de Lafayette).
Dans une moindre mesure, il existe également des différences physiques. Elles concernent notamment les yeux de Sookie (bleus dans les romans, marron dans la série) ainsi que les cheveux d'Eric (longs et tressés dans les livres). Par ailleurs, le nom de famille de Pam (« Ravenscroft » dans les romans, « Swynford de Beaufort » dans la série) a été modifié, et la sorcière Hallow Stonebrook se prénomme Marnie dans l'adaptation télévisée, et contrairement aux livres, elle ne possède pas de frère.

## Accueil

### Audiences

#### Aux États-Unis

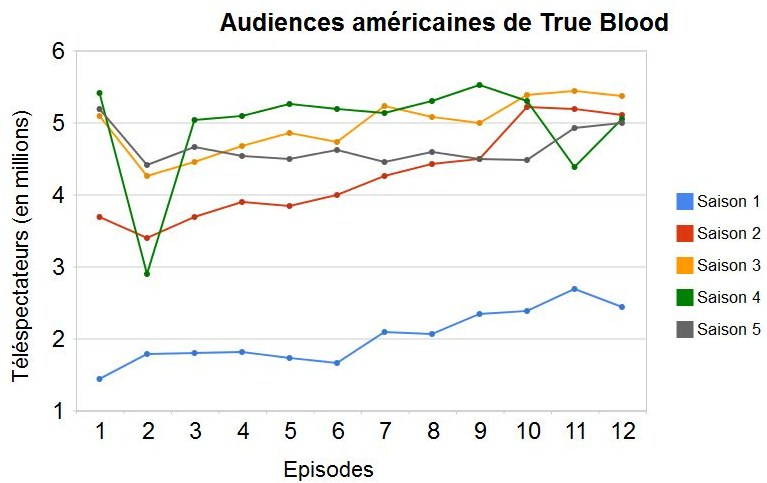
Évolution des audiences des cinq premières saisons de True Blood

Aux États-Unis, les audiences de True Blood ont commencé relativement bas, avec 1,44 million de téléspectateurs pour le premier épisode. En effet, d'autres séries de la chaîne, comme Big Love ou John from Cincinnati avaient débuté avec des audiences respectives de 4,54 millions et 3,4 millions de téléspectateurs.
La deuxième saison avait réuni en moyenne 4,27 millions d'américains, réalisant ainsi la meilleure audience de l'année 2009 pour une série de HBO. En 2009, True Blood était la deuxième série de HBO la plus regardée après Les Soprano.
Le neuvième épisode de la quatrième saison (intitulé Sortons d'ici) a réalisé le record d'audience de la série en rassemblant 5,53 millions de téléspectateurs. Le record précédent était détenu par le dixième épisode de la troisième saison (intitulé Je sens un traître), avec 5,44 millions de téléspectateurs.

#### Dans les pays francophones
En France, la chaîne NT1, qui rediffuse la série s'est positionnée comme la quatrième chaîne nationale sur les ménagères de moins de 50 ans en mai-juin 2011, notamment grâce à la série True Blood.
Au Québec, Zoé Crabtree, directrice de la programmation à Super Écran, a déclaré que la première saison de la série a permis à la chaîne de réaliser l'une des meilleures audiences de son histoire.

### Réception critique
Aux États-Unis, la première saison de True Blood a reçu un accueil mitigé mais globalement favorable, avec une note moyenne de 64⁄100 pour 30 critiques sur le site web Metacritic.
Le magazine TV Guide a considéré cette saison comme « graphiquement sexy et effrayante et souvent follement drôle, [...] un large divertissement » ; tandis que le Los Angeles Times l'a jugée « pas assez drôle, pas assez effrayante, pas assez stimulante ». Côté français, l’accueil n'a été guère plus enthousiaste. Selon le journaliste et écrivain Pierre Sérisier, True Blood « [...] manque de constance : certaines scènes sont absolument parfaites [...]. Pendant quelques minutes, on a envie de croire qu'on se trouve face à une série appelée à devenir culte. Mais cette impression est invariablement anéantie par d'autres scènes dont la lourdeur et la niaiserie font peine à voir. On oscille en permanence entre l'excellent et le catastrophique ». Pour Fluctuat, « la nouvelle série d'Alan Ball ne manque pas d'un certain charme. D'abord, la manière dont ce Sud américain est dépeint avec ses rites, ses accents, sa forte présence religieuse, son refus de la différence (quelle qu'elle soit) rappelle le talent de Ball et de son équipe de scénaristes pour construire une atmosphère forte [...]. Et puis, l'histoire fouillée des personnages secondaires permet d’aller au-delà des simili-enquêtes autour des meurtres en série (plutôt faiblardes, pour le coup) ».
Pourtant, comme l'atteste l'article d'AlloCiné, le lancement de la deuxième saison de True Blood était particulièrement attendu. Le tabloïd Newsday l'a d'ailleurs trouvée « bien plus amusante » ; et pour Variety, « les intrigues secondaires [semblaient] plus convaincantes ». Cette saison et la suivante ont donc reçu des critiques plus favorables, avec des scores respectifs de 74⁄100 (basé sur 17 critiques) et 79⁄100 (sur la base de 19 critiques) au baromètre de Metacritic. En mars 2009, le magazine Forbes a publié sur son site la liste des « vampires les plus puissants d'Hollywood », dans laquelle le personnage de Bill Compton (Stephen Moyer) est classé numéro un.
La quatrième saison a enregistré un score de 74⁄100, basé sur 13 critiques. Pour Robert Bianco, du journal USA Today, « chaque ligne, chaque réaction est parfaitement racontée, chaque changement, de l'humour à la menace et à la séduction, parfaitement interprétés. » ; Maureen Ryan d'AOL TV trouve que « les sorcières sont intrigantes », mais que d'autres acteurs ne sont pas à la hauteur de Fiona Shaw.

### Allégorie des droits LGBT
La lutte pour l'égalité des vampires dont il est question dans True Blood a été interprétée comme une allégorie du mouvement pour les droits des lesbiennes, gays, bisexuels et transgenres. Plusieurs phrases de la série (dans la version originale) sont d'ailleurs empruntées et adaptées d'expressions anglophones utilisées à l'encontre des personnes LGBT : ainsi dans le générique, une église hostile aux créatures affiche "God hates fangs" en devanture, ce qui rappelle le "God hates fags" des mouvements homophobes. Selon Ken Tucker, d'Entertainment Weekly, True Blood est construite « autour d'une série de métaphores : les droits des vampires se substituent aux droits des homosexuels [...] » et pour David Bianculli, de la NPR, la tension sur l'acceptation des vampires dans la société de la série est « un jeu évident sur les droits civils en général et les droits des homosexuels en particulier ».
D'après le 15e rapport Where We Are on TV (Où nous sommes à la télévision) de la GLAAD, True Blood était en 2010, la série actuelle incluant le plus de personnages LGBT (au nombre de six). Cette même année, la GLAAD l'a d'ailleurs déclarée « série la plus gay-friendly ». Selon le président de cette association, Jarrett Barrios, l'augmentation de LGBT dans les séries télévisées reflète à la fois « le changement dans la culture américaine, [...] la compréhension de cette communauté », et « un nouveau standard industriel qu'un nombre croissant de créateurs et de réseaux adoptent ».

### Distinctions

#### Pour la série
- American Cinema Editors
  - 2009 : récompensée « meilleure série télévisée d'une heure pour la télévision non-commerciale » (épisode Amour interdit)[100] ;
- American Film Institute Awards
  - 2009 : récompensée « l'un des 10 meilleurs programmes télévisés de 2009 »[101] ;
- Art Directors Guild Awards
  - 2008, 2009, 2010 et 2011 : nommée pour l'« excellence dans la conception de la production d'un épisode de série télévisée d'une heure à caméra unique »[102],[103],[104],[105] ;
- Bravo A-List Awards
  - 2009 : nommée dans la catégorie A-list TV show (« série dramatique ou comédie la plus fraîche, créative et innovante » de l'année passée)[106] ; nommée pour le « moment le plus sexy de la télévision » (scène d'amour entre Bill et Sookie)[106] ;
- British Academy Television Awards
  - 2010 : nommée pour la « meilleure série télévisée internationale »[107] ;
- Emmy Awards
  - 2010 : nommée pour la « meilleure série dramatique »[108] ;
- Ewwy Awards
  - 2009 : récompensée « meilleure série dramatique »[109] ; et « meilleur moment de la télévision » (pour la rencontre de Sookie et Bill)[109] ;
- Genesis Awards
  - 2011 : récompensée « meilleure série dramatique » (épisode Tomber à terre)[110] ;
- Golden Globes
  - 2009 et 2010 : nommée pour la « meilleure série dramatique »[111],[112] ;
- Mr. Skin's Anatomy Awards
  - 2009 : récompensée « meilleure série télévisée »[113] ;
  - 2010 : nommée pour la « meilleure série pour la nudité »[114] ; nommée pour la « meilleure scène de nudité à la télévision » (Anna Paquin)[114] ;
- NewNowNext Awards
  - 2009 : récompensée « meilleure série que vous ne regardez pas »[115] ;
- People's Choice Awards
  - 2010 : récompensée « obsession télévisée favorite »[116] ; nommée pour la « série télévisée de fantasy/science-fiction favorite »[116] ;
  - 2011 : nommée pour la « meilleure série de fantasy/science-fiction »[117] ; et pour l'« obsession télévisée favorite »[117] ;
  - 2012 : nommée pour le « drame de chaîne câblée favori »[118] ; et pour la « série de science-fiction/fantastique favorite »[118] ;
- Prix GLAAD Media
  - 2009 et 2010 : nommée pour la « meilleure série dramatique »[119],[120] ;
  - 2011 : récompensée « meilleure série dramatique »[121] ;
- Producers Guild of America Awards
  - 2010 : nommée pour le « drame de télévision épisodique » (The Norman Felton Producer of the Year Award)[122] ;
  - 2011 : nommée pour la « meilleure production de télévision épisodique - drame » (The Norman Felton Award)[123] ;
- Satellite Awards
  - 2009 : récompense du « meilleur ensemble de télévision » (Special Achievement Award)[124] ;
- Saturn Awards
  - 2009, 2010 et 2011 : nommée pour la « meilleure série de chaîne câblée »[125],[126],[127] ;
- Scream Awards
  - 2009 et 2010 : récompensée « meilleure série télévisée »[128],[129] ;
  - 2010 : récompensée « Holy Sh*t! Scene of the Year » (pour la scène de la tête tournée à 180 degrés pendant l'amour)[130] ; nommée pour le « cri ultime »[130] ;
  - 2011 : récompense du « meilleur ensemble »[131] ; nommée pour la « meilleure série télévisée »[132] ;
- Television Critics Association Awards
  - 2009 : récompensée « meilleur nouveau programme »[133] ;
- Tubey Awards
  - 2009 : récompensée « meilleure nouvelle série »[134] ;
  - 2009 : récompensée « meilleur plaisir coupable »[134] ;
- Writers Guild of America Awards
  - 2009 : nommée pour la « meilleure nouvelle série »[135] ;
  - 2010 : nommée pour le « meilleur drame épisodique » (épisode Les Condamnés)[136].

#### Pour les acteurs
- Emmy Awards
  - 2009 : récompense du « meilleur casting de série dramatique » (Creative Emmys)[137] ;
  - 2010 : nommée pour le « meilleur casting de série dramatique »[108] ;
  - 2011 : nommée pour la « meilleure actrice invitée de série dramatique » pour Alfre Woodard[138] ;
- Ewwy Awards
  - 2009 : récompense du « meilleur acteur secondaire dans un drame » pour Nelsan Ellis[109] ;
- Golden Globes
  - 2009 : récompense de la « meilleure actrice de série dramatique » pour Anna Paquin[139] ;
  - 2010 : Anna Paquin, nommée pour la « meilleure actrice de série dramatique »[112] ;
- NAACP Image Awards
  - 2011 : Nelsan Ellis, nommé pour le « meilleur acteur secondaire de série dramatique »[140] ;
- NewNowNext Awards
  - 2009 : récompense du « Brink of Fame: Actor » pour Nelsan Ellis[115] ;
  - 2010 : Alexander Skarsgård, nommé pour le « Brink of Fame: Actor » ;
  - 2011 : récompense du « Cause you're hot » pour Joe Manganiello ;
- Satellite Awards
  - 2008 : récompenses de la « meilleure actrice de série dramatique » pour Anna Paquin[141] ; et du « meilleur acteur secondaire de série, minisérie ou téléfilm » pour Nelsan Ellis[141] ;
  - 2010 : Anna Paquin, nommée pour la « meilleure actrice de série dramatique »[142] ; et Stephen Moyer, nommé pour le « meilleur acteur de série dramatique »
- Saturn Awards
  - 2009 et 2010 : Anna Paquin, nommée pour la « meilleure actrice de télévision »[143],[126] ;
  - 2010 : Stephen Moyer, nommé pour le « meilleur acteur de télévision »[126] ; pour le « meilleur acteur secondaire de télévision » pour Alexander Skarsgård[126] ; et pour le « meilleur rôle de guest star » pour Michelle Forbes[126] ;
  - 2011 : récompenses du « meilleur acteur de télévision » pour Stephen Moyer[144] ; de la « meilleure guest star » pour Joe Manganiello[144] ; et Anna Paquin, nommée pour la « meilleure actrice de télévision »[145] ;
- Screen Actors Guild Awards
  - 2010 : nommée pour la « meilleure performance d'ensemble dans une série dramatique »[146] ;
  - 2011 : récompense de la « meilleure performance par un ensemble de cascadeurs dans une série »[147] ;
- Scream Awards
  - 2009 : récompenses du « meilleur acteur d'horreur » pour Stephen Moyer[128] ; et du « meilleur méchant » pour Alexander Skarsgård[128] ;
  - 2009 et 2010 : récompense de la « meilleure actrice d'horreur » pour Anna Paquin[128],[129] ;
  - 2010 : Stephen Moyer, nommé pour le « meilleur acteur d'horreur »[148] ;
  - 2010 et 2011 : récompense du « meilleur acteur d'horreur » pour Alexander Skarsgård[129],[149] ;
  - 2011 : récompense de la « Best Breakout Performance – Male » pour Joe Manganiello[150] ;
- Teen Choice Awards
  - 2009 : Anna Paquin, nommée pour la « star féminine de télévision de l'été »[151] ; et Stephen Moyer, pour la « star masculine de télévision de l'été »[151] ;
  - 2010 : Anna Paquin, nommée pour la « meilleure actrice de série de science-fiction/fantasy »[152] ; et Ryan Kwanten, nommé pour l'« acteur de fantasy/science-fiction »[152] ;
  - 2011 : Anna Paquin, nommée pour la « meilleure actrice de série de science-fiction/fantasy »[153] ; et Alexander Skarsgård, pour le « meilleur vampire »[154].

#### Pour la musique et le générique
- BMI Awards
  - 2009 : récompenses de la « meilleure bande originale » pour Nathan Barr[155] ; et de la « meilleure musique de générique » pour Jace Everett[155] ;
  - 2010 : récompense des « meilleurs compositeurs de musique pour une chaîne câblée » pour Nathan Barr et Jace Everett[156] ;
- Emmy Awards
  - 2009 : nommée pour le « meilleur générique »[157] ;
  - 2010 : nommée pour la « meilleure édition de musique de série » (épisode Et si le sauveur n'existait pas)[108] ;
- Grammy Awards
  - 2010 : nommée pour le « meilleur album de bande originale de film, télévision ou autre média visuel » pour le CD de la bande originale de la première saison[158] ;
  - 2011 : nommée pour la « meilleure écriture de musique de série télévisée » (for a Motion Picture, Television or Other Visual Media) pour le titre Kiss Like Your Kiss (par Lucinda Williams et Elvis Costello)[159] ;
- Hollywood Music in Media Awards
  - 2009 : récompense de la « meilleure bande originale télévisée » pour Nathan Barr[160] ; nommée pour la « meilleure supervision de musique - télévision » pour Gary Calamar[161] ;
  - 2010 : nommée pour la « meilleure bande originale de télévision » pour Nathan Barr[162] ;
- Motion Picture Sound Editors
  - 2009 : nommée pour la « meilleure édition de musique – Short Form Dialogue and ADR in Television » (épisode La Quatrième Personne)[163] ;
  - 2010 : récompense de la « meilleure édition de musique - Short Form Dialogue and ADR in Television » (épisode Et si le sauveur n'existait pas)[164] ;
- Scream Awards
  - 2009 : nommée pour la « meilleure musique de l'année » pour Bad Things (de Jace Everett)[165].

#### Autres
- Costume Designers Guild
  - 2010 : nommée pour le « meilleur design de costumes de série fantastique » pour Audrey Fisher[166] ;
- Emmy Awards
  - 2010 : nommée pour le « meilleur maquillage de série, minisérie, film ou spécial » (épisode Coup de griffe)[108] ;
  - 2010 et 2011 : nommée pour la « meilleure direction artistique pour une série à caméra unique »[108],[167] ;
  - 2011 : nommée pour le « meilleur maquillage de série à caméra unique - non-prosthétique » (épisode Neuf Crimes)[168] ;
- NAACP Image Awards
  - 2010 et 2011 : nommée pour le « meilleur scénariste de série dramatique » pour Alexander Woo[169],[170] ;
- Satellite Awards
  - 2009 : récompense de la « meilleure version DVD de série » pour la première saison de True Blood[171] ;
- TV DVD Awards
  - 2009 : nommée pour la « meilleure série actuelle » pour la première saison de True Blood[172].

## Produits dérivés

### Sorties en DVD et disque Blu-ray
Les coffrets en DVD et Blu-ray de la première saison, intitulés True Blood - L'intégrale de la saison 1, sont disponibles aux États-Unis et au Canada depuis le 19 mai 2009. En Europe (zone 2), les DVD sont vendus depuis le 25 novembre 2009 et les Blu-ray depuis le 30 juin 2010. Les coffrets incluent des bonus, dont certains disponibles uniquement dans la version Blu-ray.
Ceux de la deuxième saison, intitulés True Blood - L'intégrale de la saison 2, sont commercialisés depuis le 25 mai 2010 aux États-Unis ainsi qu'au Canada,, et depuis le 30 juin 2010 en Europe (zone 2). Ils comportent également des bonus.
Les coffrets DVD et Blu-ray de la troisième saison, intitulés True Blood - L'intégrale de la saison 3, sont sortis le 31 mai 2011 aux États-Unis et au Canada ; en Europe (zone 2), ils ont été commercialisés le 1er juin 2011. Comme pour les saisons précédentes, des bonus sont inclus.
Ceux de la quatrième saison, intitulés True Blood - L'intégrale de la saison 4, sont sortis le 30 mai 2012 aux États-Unis, au Canada et en Europe (zone 2). Des bonus sont également inclus.
Quant aux coffrets DVD et Blu-ray de la cinquième saison, intitulés True Blood - L'intégrale de la saison 5, ils sont sortis le 22 mai 2013. Des Bonus sont également inclus.
Aux États-Unis, les DVD et Blu-ray sont édités par HBO Home Video et distribués par Warner Home Video ; en France, ils sont édités et distribués par Warner Home Video,.

### La boisson«Tru Blood»

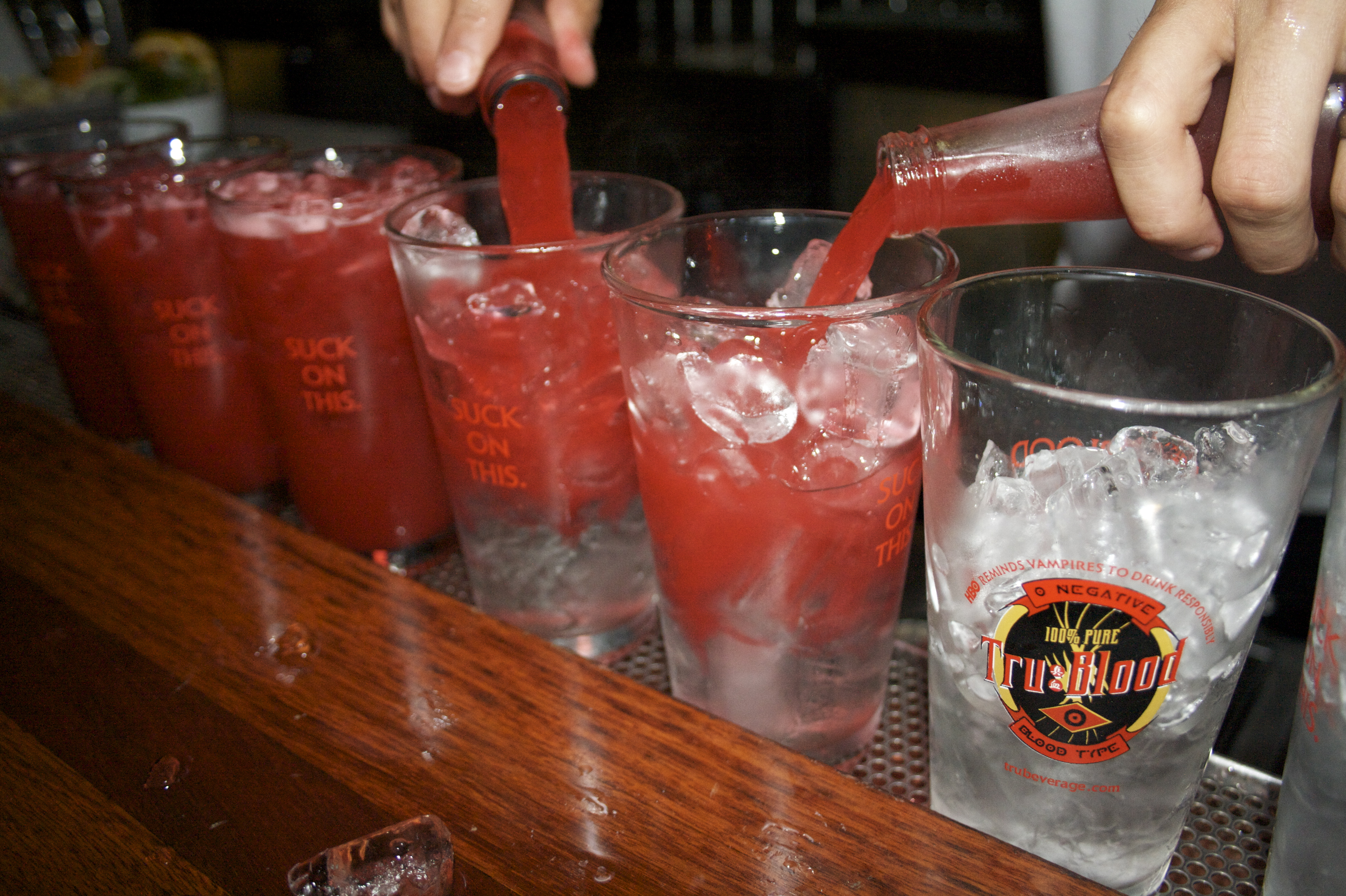
La boisson « Tru Blood », inspirée de celle qui apparait dans la série, est commercialisée aux États-Unis depuis 2009.

La société américaine Omni Consumer Products a fabriqué la boisson « Tru Blood » — inspirée de celle qui apparait dans la série — en accord avec HBO. Cette boisson gazeuse à base d'orange sanguine est commercialisée aux États-Unis, exclusivement sur la boutique en ligne de Home Box Office. En juillet 2009, Alan Ball et plusieurs acteurs de la série étaient présents au Comic-Con de San Diego, pour promouvoir la boisson, dont le lancement était prévu le 10 septembre 2009.

### Les comics
Le premier numéro (intitulé All Together Now) des comics de True Blood a été présenté au Comic-Con de 2010. Ces livres sont créés par Alan Ball, Elizabeth Finch et Kate Barnow (scénaristes de la série télévisée), David Tischman, Mariah Huehner et David Messina ; et dessinés en association avec IDW Publishing et Diamond Comic Distributors.
L'univers est le même que celui de la série, mais l'histoire est différente ; plusieurs personnages principaux comme Sookie, Tara, Sam, Bill et Eric y sont repris. Dans une vidéo, Ball explique que dans les comics, il peut faire des choses qui seraient impossibles dans la série pour des contraintes de temps et de budget. Cinq numéros ont été publiés entre août et novembre 2010 aux États-Unis sur la boutique en ligne de HBO.

### The True Blood Cookbook
The True Blood Cookbook est un livre de recettes illustrées, inspirées de l'univers de la série. Il est écrit par Alan Ball et Gianna Sobol, et est commercialisé depuis le 5 septembre 2012.

### Autres
Le designer new-yorkais Udi Behr a créé une collection de bijoux (bagues, boucles d'oreilles, colliers) inspirée des thèmes de la série. À l'occasion de son lancement, le 18 septembre 2009 à Beverly Hills, la presse et les fans ont été conviés.
Le 22 juin 2011, soit quelques jours avant la diffusion de la quatrième saison aux États-Unis, la marque Tarte Cosmetics a lancé une palette de maquillage (ombres à paupières, eyeliner, mascara, blush, et rouge à lèvres) dérivée de la série, en édition limitée.
La boutique en ligne de HBO propose également d'autres produits, notamment des tee-shirts, des verres, ainsi que des bustes à l’effigie des personnages de True Blood.